# Cassini-Huygens
Cassini-Huygens – misja bezzałogowej sondy kosmicznej przeznaczonej do wykonania badań Saturna, jego pierścieni, księżyców i magnetosfery. Jest ona wspólnym przedsięwzięciem trzech agencji kosmicznych: amerykańskiej NASA, europejskiej ESA i włoskiej ASI. Sonda została wystrzelona w październiku 1997 roku. W lipcu 2004 roku Cassini stał się pierwszym sztucznym satelitą Saturna, a odłączony od sondy próbnik Huygens w styczniu 2005 roku wylądował na powierzchni Tytana.
W drodze do Saturna sonda dwukrotnie przeleciała obok Wenus, minęła Ziemię oraz Jowisza. Po zakończeniu w połowie 2008 roku głównej misji w układzie Saturna, została ona kolejno dwukrotnie przedłużona. Sonda Cassini uległa zniszczeniu 15 września 2017 roku w atmosferze Saturna.
Dzięki misji Cassini-Huygens poznano wygląd powierzchni Tytana i bezpośrednio zbadano jego atmosferę. Odkryto istnienie czynnych gejzerów na powierzchni Enceladusa oraz wcześniej nieznane księżyce. Bliżej poznano strukturę pierścieni Saturna i ich związki z księżycami planety.
Nazwa misji została nadana na cześć dwóch siedemnastowiecznych astronomów. Giovanni Domenico Cassini odkrył cztery księżyce Saturna (Japeta, Reę, Tetydę i Dione) oraz przerwę w pierścieniach tej planety. Christiaan Huygens odkrył Tytana oraz jako pierwszy prawidłowo opisał naturę pierścieni Saturna.

## Cele naukowe misji
Głównym zadaniem misji Cassini-Huygens było przeprowadzenie dogłębnej eksploracji systemu Saturna. Dla każdego rodzaju ciał w tym systemie (planeta, pierścienie, Tytan, księżyce lodowe i magnetosfera) została ustalona lista celów naukowych, które obejmują określenie obecnego stanu tych ciał, procesów w nich zachodzących i interakcji zachodzących pomiędzy poszczególnymi ciałami.

### Saturn
- Określenie rozkładu temperatury, własności obłoków i składu atmosfery Saturna.
- Pomiar globalnego rozkładu wiatrów, włączając ich składniki falowe i wirowe; obserwacja cech obłoków i procesów synoptycznych.
- Wyciągnięcie wniosków na temat struktury wewnętrznej i rotacji głębokich warstw atmosfery.
- Obserwacja zmienności dobowej w jonosferze Saturna i wpływu pola magnetycznego na jonosferę.
- Dostarczenie ograniczeń obserwacyjnych (skład gazów, stosunek izotopów, strumień ciepła itp.) na scenariusze powstania i ewolucji Saturna.
- Zbadanie źródeł i morfologii wyładowań atmosferycznych na Saturnie (gwizdy piorunowe (lightning whistlers), wyładowania elektrostatyczne).

### Pierścienie Saturna
- Zbadanie ukształtowania pierścieni i procesów dynamicznych (grawitacyjnych, lepkich, erozyjnych i elektromagnetycznych) odpowiedzialnych za ich strukturę.
- Sporządzenie map rozkładu wielkości i składu materiału pierścieni.
- Określenie związków pomiędzy pierścieniami a księżycami, włączając w to księżyce wbudowane w pierścienie.
- Ustalenie rozkładu pyłu i meteoroidów w sąsiedztwie pierścieni.
- Zbadanie interakcji pomiędzy pierścieniami a magnetosferą, jonosferą i atmosferą Saturna.

### Tytan
- Określenie obfitości składników atmosfery (w tym gazów szlachetnych); ustalenie stosunków izotopowych dla obficie występujących pierwiastków; wprowadzenie ograniczeń na scenariusze powstania i ewolucji Tytana i jego atmosfery.
- Obserwacja pionowego i poziomego rozkładu gazów śladowych; poszukiwanie złożonych związków organicznych; zbadanie źródeł energii dla chemii atmosferycznej; modelowanie fotochemii stratosfery; zbadanie powstawania i składu aerozoli.
- Pomiar prędkości wiatrów i globalnych temperatur; zbadanie fizyki chmur, ogólnej cyrkulacji i efektów sezonowych w atmosferze Tytana; poszukiwanie wyładowań piorunowych.
- Ustalenie stanu fizycznego, topografii i składu powierzchni; wyciągnięcie wniosków na temat budowy wewnętrznej księżyca.
- Zbadanie górnej części atmosfery, jej jonizacji i jej roli jako źródła neutralnej i zjonizowanej materii w magnetosferze Saturna.

### Księżyce lodowe
- Określenie ogólnej charakterystyki i historii geologicznej księżyców.
- Określenie mechanizmów, zarówno zewnętrznych, jak i wewnętrznych, odpowiedzialnych za modyfikacje skorupy i powierzchni.
- Zbadanie składu i rozmieszczenia materii na powierzchni księżyców, w szczególności ciemnych materiałów bogatych w związki organiczne i skondensowanych substancji lotnych o niskim punkcie topnienia.
- Wprowadzenie ograniczeń na modele opisujące ogólny skład i budowę wewnętrzną księżyców.
- Zbadanie interakcji księżyców z magnetosferą i systemem pierścieni oraz możliwego wprowadzania przez nie gazu do magnetosfery.

### Magnetosfera
- Określenie konfiguracji prawie osiowo symetrycznego pola magnetycznego i jego związku z modulacją promieniowania kilometrowego Saturna (Saturn Kilometric Radiation).
- Określenie systemów prądów, składu, źródeł i odpływów cząstek naładowanych magnetosfery.
- Zbadanie interakcji falowo-cząsteczkowych i dynamiki po stronie dziennej magnetosfery i w ogonie magnetycznym Saturna oraz ich wzajemnego oddziaływania z wiatrem słonecznym, księżycami i pierścieniami.
- Zbadanie efektów interakcji Tytana z wiatrem słonecznym i plazmą magnetosferyczną.
- Zbadanie interakcji atmosfery i egzosfery Tytana z otaczającą plazmą.

## Konstrukcja sondy

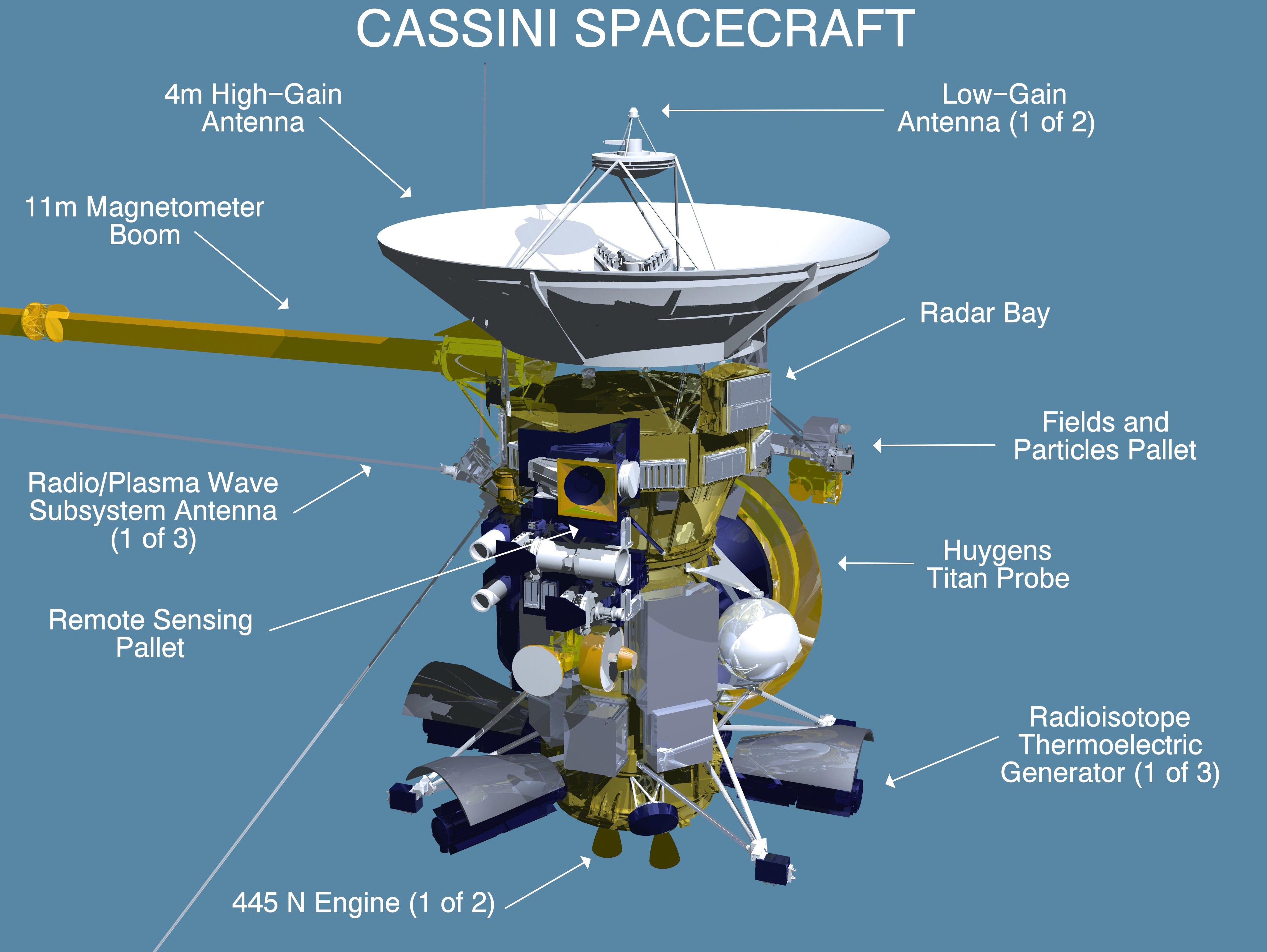
Schemat konstrukcji sondy Cassini (bez zewnętrznej izolacji termicznej)

Sonda składała się z orbitera Cassini i lądownika Huygens, które w początkowych etapach misji pozostawały ze sobą połączone. Ich całkowita masa startowa wynosiła 5574 kg, z czego na paliwo przypadało 3132 kg. Doliczając masę łącznika z rakietą nośną łączna masa przy starcie wynosiła 5712 kg. Ze wszystkich uprzednio wysłanych sond kosmicznych jedynie sondy Fobos i Mars 96 miały większą masę startową.

### Konstrukcja orbitera Cassini
Kadłub orbitera miał wysokość całkowitą 6,87 m i składał się z pięciu połączonych z sobą głównych modułów konstrukcyjnych. Patrząc od góry były to kolejno:
- antena główna o średnicy 4 m;
- przedział elektroniki w kształcie dwunastobocznego pierścienia;
- górny moduł wyposażenia;
- moduł napędowy z silnikami;
- dolny moduł wyposażenia.

Do kadłuba przymocowany był wysięgnik o długości 11 m dla magnetometru oraz trzy ustawione ortogonalnie anteny o długości 10 m służące do odbioru fal plazmowych. Większa część konstrukcji kadłuba wykonana była z aluminium, z niektórymi elementami z tytanu i berylu. Antena główna i wysięgniki dolnego modułu wyposażenia wykonane zostały z epoksydów grafitowych. Wszystkie główne podsystemy inżynieryjne sondy zostały zdublowane na wypadek awarii układu podstawowego. Sonda była stabilizowana trójosiowo.
Na pokładzie orbitera znajdowało się 12 instrumentów naukowych. Większość instrumentów została przymocowana do dwóch stałych platform na powierzchni kadłuba. Były to paleta dla instrumentów teledetekcyjnych (remote-sensing pallet) i paleta dla instrumentów badających cząstki i pola (particles-and-fields pallet). Ponieważ brak było ruchomej platformy skanującej, cała sonda musiała być obracana podczas wykonywania obserwacji teledetekcyjnych.
Większa część kadłuba sondy przykryta była przez wielowarstwową izolację termiczną w kolorze złotym oraz czarnym wykonaną z użyciem Kaptonu, która chroniła także przed uderzeniami mikrometeoroidów. W skład systemu kontroli temperatury wchodziły też grzejniki elektryczne i radioizotopowe oraz kontrolowane przez termostat żaluzje.

#### Zasilanie w energię

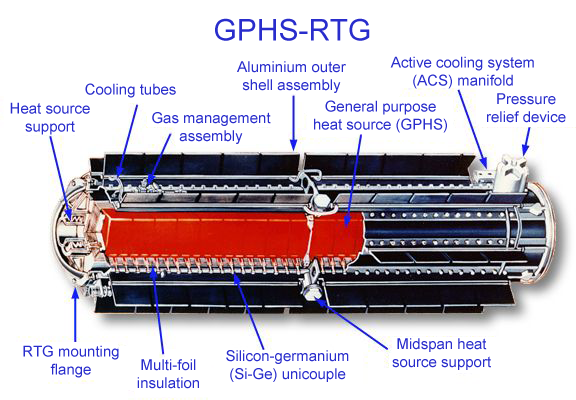
Schemat konstrukcji generatora GPHS-RTG

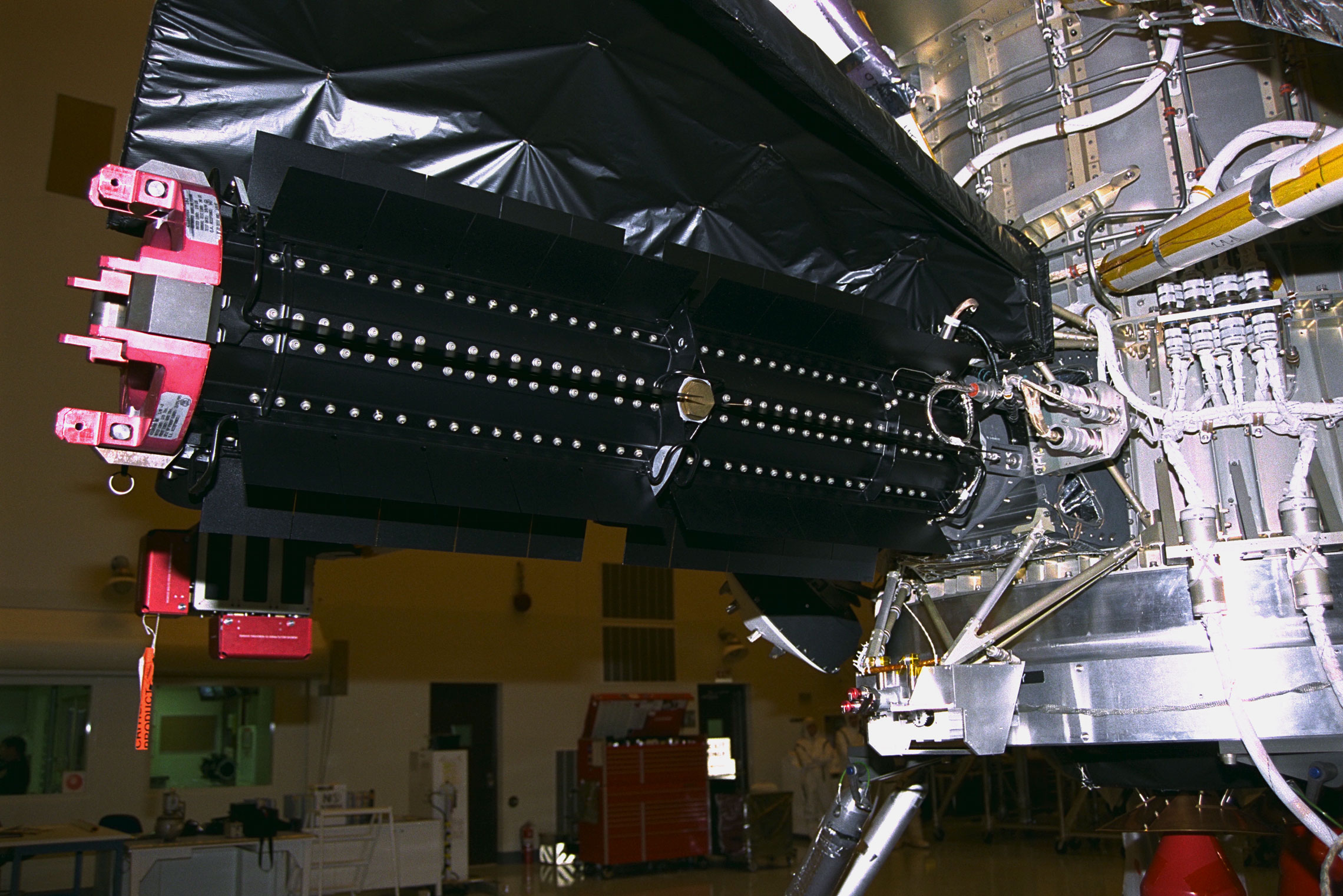
Jeden z generatorów GPHS-RTG sondy Cassini

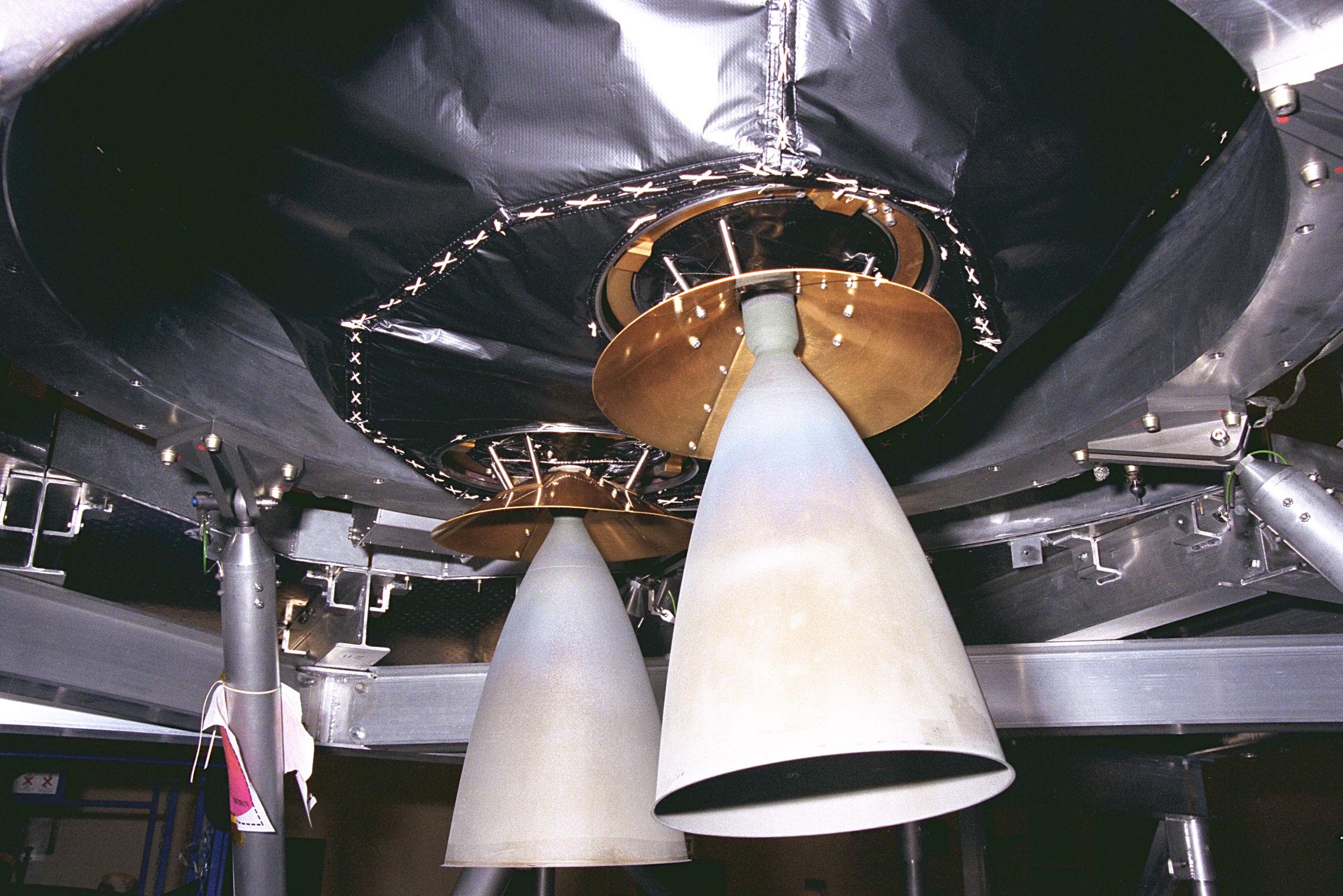
Silniki główne sondy Cassini

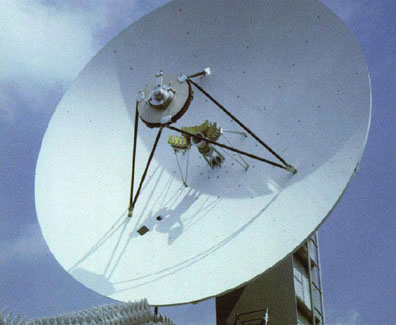
Antena HGA podczas testów naziemnych

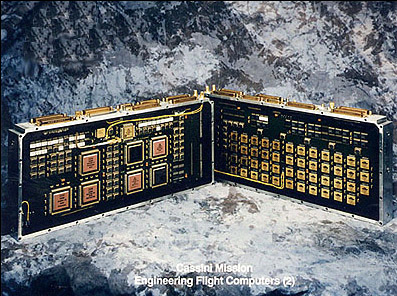
Komputery pokładowe EFC

Energia elektryczna dostarczana była sondzie przez trzy, przymocowane do dolnego modułu wyposażenia, radioizotopowe generatory termoelektryczne GPHS-RTG (ang. General-Purpose Heat Source Radioisotope Thermoelectric Generator). Każdy z generatorów miał 114 cm długości, 42,2 cm średnicy, masę 56,4 kg i zawierał pluton 238 w postaci dwutlenku. Masa dwutlenku plutonu w każdym generatorze wynosiła około 10,9 kg, w tym masa plutonu 238 wynosiła około 7,7 kg (co stanowiło 82,2% całkowitej masy wszystkich izotopów plutonu w paliwie). Na początku misji generatory wytwarzały prąd stały (o napięciu 30 V) o łącznej mocy około 887 W. Dostarczana energia stopniowo zmniejszała się z czasem z powodu rozpadu radioaktywnego plutonu i degradacji elementów ogniw termoelektrycznych. Przewidywano, że pod koniec głównej fazy misji, w lipcu 2008 roku, generatory będą wytwarzać około 692 W energii elektrycznej.
Generatory GPHS-RTG zostały wyprodukowane w zakładach koncernu Lockheed Martin.
Na pokładzie sondy umieszczono także 117 grzejników radioizotopowych (82 na pokładzie orbitera Cassini i 35 na pokładzie próbnika Huygens), zawierających łącznie 0,3 kg dwutlenku plutonu, każdy o masie 40 g i mocy ok. 1 W.

#### Moduł napędowy
Moduł napędowy orbitera złożony był z dwóch oddzielnych i niezależnych systemów na dwuskładnikowy i jednoskładnikowy materiał pędny. System na dwuskładnikowy materiał pędny wykorzystywał, znajdujące się w osobnych zbiornikach, monometylohydrazynę jako paliwo i tetratlenek diazotu jako utleniacz. Zbiornik z helem pod wysokim ciśnieniem dostarczał gazu utrzymującego ciśnienie w zbiornikach z materiałami pędnymi. Dwa, podstawowy i zapasowy, umieszczone obok siebie centralnie u podstawy sondy, silniki główne Kaiser Marquardt R-4D o ciągu 445 N i impulsie właściwym 304 s służyły do wykonywania wszystkich dużych manewrów o Δv powyżej 0,4 m s−1. Dysze silników były ruchome, dla utrzymania kierunku ciągu zgodnego ze środkiem masy sondy. Ruchoma osłona chroniła dysze silników głównych przed uderzeniami cząstek pyłu.
System na jednoskładnikowy materiał pędny wykorzystywał hydrazynę służącą do zasilania 8 podstawowych i 8 zapasowych silników korekcyjnych o ciągu (na początku misji) 0,97 N i impulsie właściwym 195 s. Rozmieszczone były one na czterech zestawach silnikowych przymocowanych do boków kadłuba na wysokości dolnego modułu wyposażenia orbitera. W skład każdego zestawu silnikowego wchodziły cztery silniki: po dwa ustawione w dwóch różnych osiach (Y i Z). Tylko jeden silnik w każdej osi był używany, drugi stanowił układ rezerwowy. Zbiornik z helem służył do utrzymywania ciśnienia w zbiorniku z hydrazyną. Silniki tego systemu służyły do kontroli położenia sondy, wykonywania mniejszych manewrów korekcyjnych i desaturacji kół reakcyjnych (wnoszenie poprawek do momentu pędu kół reakcyjnych).
Początkowa masa materiałów pędnych w systemie dwuskładnikowym wynosiła 3000 kg (1869 kg utleniacza i 1131 kg paliwa). Masa hydrazyny w systemie na jednoskładnikowy materiał pędny wynosiła na początku misji 132 kg. Masa helu w obu systemach wynosiła odpowiednio 8,6 kg i 0,4 kg.
W marcu 2009 roku z powodu pogorszenia osiągów dwóch z ośmiu silników korekcyjnych zestawu podstawowego (branch A) dokonano przełączenia na zestaw silników rezerwowych (branch B).
Moduł napędowy został wykonany w zakładach Lockheed Martin Astronautics.

#### Łączność
Do łączności z Ziemią wykorzystywana była głównie antena o wysokim zysku (High-Gain Antenna, HGA) o średnicy 4 m z nadajnikiem o mocy 20 W pracującym w paśmie X na częstotliwości 8,43 GHz (o zysku 47 dBi) i odbiornikiem w paśmie X na częstotliwości 7,2 GHz. Szybkość transmisji danych z orbity wokół Saturna wynosiła od 22,12 do 165,9 kilobitów na sekundę. Odbiór rozkazów z Ziemi odbywał się z szybkością do 500 bitów na sekundę. Poza łącznością z Ziemią antena główna wykorzystywana była przez radar w paśmie Ku i do naukowych eksperymentów radiowych w pasmie Ka i paśmie S. Podczas lądowania próbnika Huygens na Tytanie posłużyła do odbioru z niego danych (w paśmie S). W początkowej fazie misji, gdy Cassini znajdował się w wewnętrznych obszarach Układu Słonecznego, antena ta pełniła funkcję osłony przeciwsłonecznej dla sondy. Antena HGA została dostarczona przez Włoską Agencję Kosmiczną (ASI).
Orbiter wyposażony był też w dwie anteny o niskim zysku (Low-Gain Antennas, LGAs). Antena LGA 1 (o zysku 8,9 dBi)  była przymocowana do reflektora wtórnego anteny HGA. Antena LGA 2 znajdowała się na dolnym module wyposażenia orbitera. Anteny o niskim zysku były intensywnie wykorzystywane do łączności z Ziemią przez pierwsze 2,5 roku od momentu startu. Antena HGA była wtedy skierowana w kierunku Słońca, służąc za osłonę dla sondy i nie mogła być używana do łączności. Anteny o niskim zysku wykorzystywane były tylko w razie wystąpienia sytuacji awaryjnych.
Na Ziemi łączność z sondą utrzymywana była przy użyciu sieci Deep Space Network z antenami o średnicy 34 m i 70 m rozmieszczonymi w trzech kompleksach (Communications Complex) – w okolicy Madrytu w Hiszpanii, Canberry w Australii i Goldstone (w pobliżu Barstow) w Kalifornii. Podczas typowego dnia misji, od czasu wejścia na orbitę wokół Saturna, sonda spędzała 15 h na wykonywaniu obserwacji i następnie 9 h na transmisji na Ziemię danych w ilości od około 1 Gbit do 4 Gbit.

#### Systemy sterowania
Command and Data Subsystem (CDS) był głównym systemem sterującym sondy. CDS odpowiedzialny był za odbiór i przetwarzanie instrukcji przesyłanych z Ziemi, zbieranie i formatowanie danych ze wszystkich instrumentów naukowych i systemów inżynieryjnych sondy oraz zarządzał procedurami rozpoznającymi nieprawidłowości w funkcjonowaniu sondy i zapewniającymi ochronę przed ich skutkami.
W skład CDS wchodziły dwa 16-bitowe komputery (Engineering Flight Computers, EFCs) IBM 1750A. Każdy komputer posiadał 8,2 Mbit pamięci RAM, 131 kbit pamięci PROM i wydajność 1,28 MIPS. Połączenie EFC ze wszystkimi instrumentami i systemami sondy zapewniały dwie (główna i rezerwowa) szyny danych MIL-STD-1553B. Każdy instrument i system inżynieryjny posiadał własny interfejs (Bus Interface Unit – BIU) służący do odbioru instrukcji z komputera EFC i wysyłania pakietów danych. CDS był w stanie zbierać dane z szybkością 430 000 bitów na sekundę.
Do magazynowania danych na pokładzie sondy służyły dwa półprzewodnikowe rejestratory danych (Solid State Recorders, SSRs) wykorzystujące moduły DRAM. Całkowita pojemność każdego rejestratora wynosiła 2,56 Gbit. Po odjęciu części pamięci przeznaczonej na dane korekcyjne, każdy z rejestratorów mógł magazynować na początku misji 2 Gbit danych. Pojemność ta w trakcie misji stopniowo spadała ze względu na uszkodzenia przez promieniowanie i po 15 latach od startu wynosiła przynajmniej 1,8 Gbit. Poza magazynowaniem danych naukowych i telemetrycznych rejestratory służyły też do przechowywania kopii oprogramowania sterującego dla systemów CDS, AACS i instrumentów sondy. Rejestratory zostały skonstruowane w zakładach koncernu TRW Inc.
Attitude and Articulation Control Subsystem (AACS) był systemem odpowiedzialnym za kontrolę położenia sondy w przestrzeni. Do jego zadań należało w szczególności orientacja anten w kierunku Ziemi podczas sesji łączności, ustawienie instrumentów naukowych podczas prowadzonych obserwacji, kontrola położenia ruchomej dyszy silnika głównego podczas manewrów. AACS odpowiadał też za stabilizację sondy podczas manewru odłączenia próbnika Huygens i orientację anteny głównej podczas lądowania próbnika na Tytanie.
W skład AACS wchodziły zdwojone komputery (AACS Flight Computers, AFCs) i szyny danych o tej samej konstrukcji jak w systemie CDS. Do określenia położenia sondy w przestrzeni wykorzystywany był zestaw czujników. W ich skład wchodziły podwójne szukacze gwiazd (Stellar Reference Units), szukacze Słońca, żyroskopowe systemy bezwładnościowe (Inertial Reference Units) i pojedynczy przyspieszeniomierz. Główną rolę w tym systemie pełniły Stellar Reference Units, które porównywały pozycje czterech bądź pięciu najjaśniejszych gwiazd w polu widzenia z pokładowym katalogiem ok. 3700 gwiazd.
Zmiany położenia sondy w przestrzeni dokonywały się za pośrednictwem zespołu kół reakcyjnych (Reaction Wheel Assemblies, RWAs), każde o momencie pędu większym od 36 N·m·s, oraz systemu sterowania reakcyjnego (Reaction Control System, RCS) składającego się z silników korekcyjnych modułu napędowego. Trzy główne koła reakcyjne (RWA-1, 2 i 3) znajdowały się na dolnym module wyposażenia. Zapasowe koło reakcyjne (RWA-4) umieszczone było na ruchomej platformie na górnym module wyposażenia i mogło być przestawiane na pozycje równoległe do kół głównych. Koła reakcyjne były w stanie utrzymywać orientację sondy w przestrzeni z dokładnością do 40 mikroradianów.
W lipcu 2003 roku z powodu postępującej degradacji funkcjonowania koła RWA-3 zostały zastąpione przez RWA-4.

### Instrumenty naukowe
| Eksperyment                                                                                                 | Ilustracja | Konstrukcja instrumentu Wykonawca i kierownik instrumentu | Zadania |
| --- | ---------- | --- | --- |
| Imaging Science Subsystem (ISS) – zestaw kamer                                                              |            | - Wide Angle Camera (WAC) – kamera szerokokątna; refraktor o ogniskowej 200,77 mm, f/3.5, polu widzenia 61,18 mrad i zdolności rozdzielczej 59,749 μrad/piksel. Detektor z matrycy CCD o rozdzielczości 1024 × 1024 pikseli. 18 filtrów barwnych w zakresie długości fal 380–1050 nm. - Narrow Angle Camera (NAC) – kamera wąskokątna; reflektor w układzie Ritcheya-Chrétiena o ogniskowej 2002,7 mm, f/10.5, polu widzenia 6,134 mrad i zdolności rozdzielczej 5,9907 μrad/piksel. Detektor z matrycy CCD o rozdzielczości 1024 × 1024 pikseli. 24 filtry barwne w zakresie długości fal 200–1050 nm. Masa: 57,83 kg Wykonawca: NASA Jet Propulsion Laboratory w Pasadenie, Kalifornia Kierownik: Carolyn C. Porco ze Space Science Institute w Boulder, Kolorado                                                                        | Obserwacja trójwymiarowej struktury i ruchów w atmosferach Saturna i Tytana. Zbadanie składu, rozmieszczenia i własności fizycznych obłoków i aerozoli. Zbadanie rozpraszania, absorpcji i ogrzewania słonecznego w atmosferach. Poszukiwanie wyładowań atmosferycznych, zjawisk zorzowych i oscylacji planetarnych. Zbadanie interakcji grawitacyjnych między pierścieniami i księżycami. Określenie tempa i natury transferu energii i pędu wewnątrz pierścieni. Określenie grubości pierścieni, rozmiarów, składu i natury fizycznej cząstek pierścieni. Wykonanie map powierzchni księżyców, określenie natury i składu ich materiałów powierzchniowych. Pomiar rotacji księżyców. |
| Visible and Infrared Mapping Spectrometer (VIMS) – spektrometr mapujący w świetle widzialnym i podczerwieni |            | Dwa dyfrakcyjne spektrometry obrazujące: - Visible Channel (VIMS-V) – teleskop Shafera o ogniskowej 143 mm, f/3.2 i polu widzenia 32 mrad. Holograficzny spektrometr dyfrakcyjny. Detektor z matrycy CCD o rozdzielczości 256 × 512 pikseli. Obserwacje w 96 kanałach w zakresie długości fal 0,35–1,07 µm. - Infrared Channel (VIMS-IR) – teleskop Ritcheya-Chrétiena o ogniskowej 426 mm, f/1.86 i polu widzenia 32 mrad. Spektrometr dyfrakcyjny. 256-elementowy detektor z antymonku indu. Obserwacje w 256 kanałach w zakresie długości fal 0,85–5,1 µm. Masa: 37,14 kg Wykonawcy: NASA Jet Propulsion Laboratory i Officine Galileo, Włochy Kierownik: Robert H. Brown z University of Arizona Lunar and Planetary Laboratory | Obserwacja zachowania wiatrów, wirów i innych cech charakterystycznych na Saturnie i Tytanie. Zbadanie składu atmosfer i obłoków oraz dystrybucji tych składników. Określenie składu i dystrybucji materiałów powierzchniowych na księżycach lodowych. Określenie temperatury, struktury wewnętrznej i rotacji głębokich warstw atmosfery Saturna. Zbadanie struktury i składu pierścieni Saturna. Poszukiwanie wyładowań atmosferycznych na Saturnie i Tytanie oraz aktywnego wulkanizmu na Tytanie. Obserwacja powierzchni Tytana. |
| Composite Infrared Spectrometer (CIRS) – spektrometr podczerwieni                                           |            | Teleskop Cassegraina o aperturze 50,8 cm, f/6. Obserwacje w zakresie długości fal 7–1000 µm (1400 – 10 cm−1) z rozdzielczością widmową od 0,5 do 15,5 cm−1. Trzy interferometry: - Far-Infrared Spectrometer – interferometr polaryzacyjny obserwujący w zakresie 16,67–1000 µm, detektory termoelementowe, pole widzenia 4,3 mrad. - Mid-Infrared Spectrometer – interferometr Michelsona obserwujący w dwóch zakresach (9,09–16,67 µm i 7,16–9,09 µm), dwa 10-elementowe detektory półprzewodnikowe (HgCdTe), pole widzenia 0,273 mrad na piksel. - Interferometr referencyjny typu Michelsona. Masa: 39,24 kg Wykonawca: NASA Goddard Space Flight Center w Greenbelt, Maryland Kierownik: Virgil G. Kunde z NASA Goddard Space Flight Center                                                                                           | Wykonanie map globalnej struktury temperatury wewnątrz atmosfery Tytana i Saturna. Wykonanie map globalnego składu atmosfer. Zebranie danych o mgłach i obłokach atmosferycznych. Zebranie danych na temat procesów energetycznych w atmosferach. Poszukiwanie nowych cząstek chemicznych w atmosferach. Wykonanie map temperatury powierzchni Tytana. Wykonanie map składu i charakterystyki termicznej pierścieni i księżyców lodowych. |
| Ultraviolet Imaging Spectrograph (UVIS) – spektrograf obrazujący w ultrafiolecie                            |            | - Far Ultraviolet Spectrograph (FUV) – spektrograf dalekiego ultrafioletu; ogniskowa 100 mm, apertura 20 mm; pole widzenia 3,67° x 0,34°. Spektrometr dyfrakcyjny. Obserwacje w zakresie 110–190 nm. - Extreme Ultraviolet Spectrograph (EUV) – spektrograf ekstremalnego ultrafioletu; teleskop o optyce identycznej z FUV. Obserwacje w zakresie 55,8–118 nm. - High Speed Photometer (HSP) – fotometr; ogniskowa 200 mm, apertura 135 × 30 mm, pole widzenia 6 mrad (0,34°). Fotopowielacz. Obserwacje w zakresie 115–190 nm. Czas pomiaru 2,0 ms. - Hydrogen-Deuterium Absorption Cell Channel (HDAC) – detektor absorpcyjny wodoru i deuteru. Masa: 14,46 kg Wykonawca: Laboratory for Atmospheric and Space Physics w University of Colorado at Boulder, Kolorado Kierownik: Larry W. Esposito z University of Colorado              | Wykonanie map wertykalnego i horyzontalnego składu górnej atmosfery Tytana i Saturna. Określenie chemizmu atmosferycznego, rozkładu i własności aerozoli oraz stwierdzenie natury i charakterystyki cyrkulacji w atmosferach Tytana i Saturna. Obserwacja rozkładu cząstek neutralnych i jonów w magnetosferze Saturna. Zbadanie struktury radialnej pierścieni Saturna z wykorzystaniem okultacji gwiazd. Zbadanie lodów na powierzchni i śladowych atmosfer księżyców lodowych. |
| Cassini Plasma Spectrometer (CAPS) – spektrometr plazmy                                                     |            | - Ion Mass Spectrometer (IMS) – analizator elektrostatyczny i spektrometr mas typu time-of-flight. Pomiary jonów o masie 1–60 u w zakresie energii 1 eV – 50 keV. - Ion Beam Spectrometer (IBS) – analizator elektrostatyczny. Pomiary w zakresie energii 1 eV – 50 keV. - Electron Spectrometer (ELS) – analizator elektrostatyczny. Pomiary elektronów w zakresie energii 0,7 eV – 30 keV. Masa: 12,50 kg Wykonawca: międzynarodowe konsorcjum kierowane przez Southwest Research Institute w San Antonio, Teksas Kierownik: David T. Young z Southwest Research Institute | Pomiar składu cząstek zjonizowanych pochodzących z jonosfery Saturna i z Tytana. Zbadanie źródeł i odpływów plazmy jonosferycznej. Obserwacja efektów interakcji magnetosfery z jonosferą. Zbadanie zjawisk zorzowych i generacji promieniowania kilometrowego Saturna. Określenie konfiguracji pola magnetycznego Saturna. Zbadanie interakcji magnetosfery z wiatrem słonecznym, pierścieniami, pyłem, górną atmosferą i jonosferą Tytana. Zbadanie fizyki łukowej fali uderzeniowej, płaszcza i ogona magnetosfery oraz magnetopauzy. |
| Cosmic Dust Analyzer (CDA) – analizator pyłu kosmicznego                                                    |            | - Dust Analyzer (DA) – detektor o średnicy 41 cm. Pomiar cząstek pyłu o masie 10−16–10−6 g, ładunku 10−15–10−13 C oraz szybkości 1–100 km·s−1. Spektrometr mas typu time-of-flight o rozdzielczości Δm/m = 20–50 daltonów. Szybkość zliczeń do 1 uderzenia/s. - High-Rate Detectors (HRDs) – dwa detektory o powierzchni 50 cm² i 10 cm². Szybkość zliczeń do 104 uderzeń/s. Masa: 16,36 kg Wykonawca: Max-Planck-Institut für Kernphysik w Heidelbergu Kierownik: Eberhard Grün z Max-Planck-Institut für Kernphysik | Pomiar rozmiarów, orbit i składu pyłu międzyplanetarnego oraz pyłu w otoczeniu pierścieni. Analiza składu chemicznego cząsteczek pierścieni. Zbadanie procesów odpowiedzialnych za strukturę pierścienia E. Zbadanie wpływu Tytana na kompleks pyłów. Zbadanie składu chemicznego księżyców lodowych na podstawie analizy wybitych cząsteczek. Określenie roli księżyców lodowych jako źródeł cząstek pierścieni. Określenie roli pyłu jako źródła i odpływu dla cząstek naładowanych magnetosfery. |
| Ion and Neutral Mass Spectrometer (INMS) – spektrometr mas jonów i cząstek neutralnych                      |            | Kwadrupolowy spektrometr mas. Pomiar cząstek neutralnych o gęstości ≥ 104 cm−3 i jonów o gęstości > 10−2 cm−3 i o masie 1–99 u. Masa: 9,25 kg Wykonawca: NASA Goddard Space Flight Center i University of Michigan Kierownik: J. Hunter Waite z Southwest Research Institute w San Antonio, Teksas | Pomiar składu jonów i cząstek neutralnych oraz struktury w górnej warstwie atmosfery Tytana. Zbadanie chemizmu atmosferycznego Tytana i interakcji górnej atmosfery Tytana z magnetosferą i wiatrem słonecznym. Pomiar składu jonów i cząstek neutralnych podczas przelotów przez płaszczyznę pierścieni i zbliżeń do księżyców lodowych. |
| Dual Technique Magnetometer (MAG) – magnetometr                                                             |            | - Vector/Scalar Helium Magnetometer (V/SHM) – magnetometr helowy wektorowo-skalarny na wysięgniku w odległości 11,015 m od centrum sondy. Pomiary pól magnetycznych w zakresie ± 32 – ± 256 nT w modzie wektorowym i 256–16 000 nT w modzie skalarnym. - Fluxgate Magnetometer (FGM) – magnetometr transduktorowy w odległości 5,814 m od centrum sondy. Pomiary w zakresie ± 40 – ± 44 000 nT. Masa: 3,00 kg Wykonawcy: NASA Jet Propulsion Laboratory i Imperial College London Kierownik: Michèle Dougherty z Imperial College London. | Określenie wartości pola magnetycznego Saturna. Stworzenie trójwymiarowego modelu magnetosfery Saturna. Określenie stanu magnetycznego Tytana i jego atmosfery oraz zbadanie jego interakcji z magnetosferą i wiatrem słonecznym. Zbadanie interakcji pierścieni, pyłu i księżyców lodowych z magnetosferą. Zbadanie struktury i procesów zachodzących w ogonie magnetosfery. |
| Magnetospheric Imaging Instrument (MIMI) – instrument obrazujący magnetosferę                               |            | - Low-Energy Magnetospheric Measurements System (LEMMS) – 11 detektorów półprzewodnikowych. Pomiary w zakresie energii 15 keV – 10 MeV dla elektronów, 15 keV – 130 MeV dla protonów i 20 keV – 10,5 MeV/nukleon dla jonów. - Charge-Energy-Mass Spectrometer (CHEMS) – analizator elektrostatyczny i spektrometr mas typu time-of-flight. Pomiary jonów o masie 1–60 u i molekuł 2–120 u w zakresie energii 10–265 keV/elektron. - Ion and Neutral Camera (INCA) – detektor time-of-flight. Pomiary jonów i energetycznych atomów neutralnych w zakresie energii 10 keV – 8 MeV/nukleon. Masa: 16 kg Wykonawcy: Max-Planck-Institut für Aeronomie, University of Maryland i Johns Hopkins University Applied Physics Laboratory w Laurel, Maryland Kierownik: Stamatios M. Krimigis z Johns Hopkins University Applied Physics Laboratory | Określenie globalnej konfiguracji i dynamiki gorącej plazmy w magnetosferze Saturna. Monitorowanie i modelowanie magnetosferycznej aktywności burzowej i jej korelacji z promieniowaniem kilometrowym Saturna. Zbadanie procesów sprzęgania magnetosfery z jonosferą. Określenie interakcji magnetosfery z księżycami. Zbadanie globalnej struktury i zmienności czasowej atmosfery Tytana, monitorowanie tempa jej utraty. Określenie roli egzosfery Tytana jako źródła torusa wodoru atomowego w zewnętrznej magnetosferze. Zbadanie absorpcji jonów i elektronów przez pierścienie i księżyce.                                                                                      |
| Radio and Plasma Wave Science (RPWS) – odbiornik fal radiowych i plazmowych                                 |            | - 3 elektryczne anteny dipolowe o długości 10 m. - 3 magnetyczne anteny cewkowe. - sonda Langmuira. Pomiary pól elektrycznych w zakresie częstotliwości fal 1 Hz – 16 MHz, pól magnetycznych w zakresie 1 Hz – 12,6 kHz, gęstości elektronowej w zakresie 5–10 000 elektronów × cm−3 i temperatury elektronów w zakresie 0,1–4 eV. Masa: 6,80 kg Wykonawca: międzynarodowe konsorcjum kierowane przez University of Iowa w Iowa City Kierownik: Donald A. Gurnett z University of Iowa | Zbadanie konfiguracji pola magnetycznego Saturna i jego związku z promieniowaniem kilometrowym Saturna, monitorowanie źródeł tego promieniowania. Obserwacja dobowej zmienności w jonosferze planety. Obserwacja sygnałów radiowych z wyładowań atmosferycznych w atmosferze. Określenie przepływu prądów w magnetosferze oraz zbadanie składu, źródeł i odpływów plazmy magnetosferycznej. Zbadanie oddziaływania magnetosfery z wiatrem słonecznym, księżycami i pierścieniami. Obserwacja jonizacji górnej atmosfery i jonosfery Tytana, jego interakcji z wiatrem słonecznym i magnetosferą. Zbadanie torusa wodorowego Tytana jako źródła plazmy magnetosferycznej.               |
| RADAR – radar                                                                                               |            | 5-wiązkowy zasilacz antenowy w paśmie Ku o częstotliwości 13,78 GHz na antenie o wysokim zysku (HGA) pracujący w 4 trybach: - Synthetic Aperture Radar Imager (SAR) – radar z syntetyczną aperturą o rozdzielczości 0,35–1,7 km. - Altimeter – wysokościomierz o rozdzielczości poziomej 24–27 km i pionowej 90–150 m. - Scatterometer – skaterometr. - Radiometer – radiometr – tryb pasywny o rozdzielczości 7–310 km. Masa: 41,43 kg Wykonawcy: NASA Jet Propulsion Laboratory i Agenzia Spaziale Italiana Kierownik: Charles Elachi z NASA Jet Propulsion Laboratory | Ustalenie czy na powierzchni Tytana znajdują się duże zbiorniki płynów i określenie ich rozmieszczenia. Ustalenie cech geologicznych i topografii powierzchni Tytana. Zebranie danych o innych obiektach, jak księżyce lodowe i pierścienie, gdy będą istniały możliwości obserwacji. |
| Radio Science (RSS) – instrument radiowy                                                                    |            | System telekomunikacyjny sondy w pasmach X, S i Ka. Systemy odbiorcze sieci Deep Space Network na Ziemi. Masa: 14,38 kg Wykonawcy: NASA Jet Propulsion Laboratory i Alenia Spazio, Włochy Kierownik: Arvydas J. Kliore z NASA Jet Propulsion Laboratory | Poszukiwanie fal grawitacyjnych. Obserwacje korony słonecznej i testowanie ogólnej teorii względności podczas koniunkcji ze Słońcem. Poprawa oszacowań masy i efemeryd Saturna i jego księżyców. Badanie struktury radialnej i wielkości cząstek w pierścieniach. Określenie profili temperatury i składu atmosfer Saturna i Tytana. Określenie temperatury i gęstości elektronów w jonosferach Saturna i Tytana. |

Instrumenty ISS, VIMS, CIRC i UVIS oraz dwa szukacze gwiazd (Stellar Reference Units) zostały umieszczone na palecie dla instrumentów teledetekcyjnych (remote-sensing pallet). Instrumenty INMS, CAPS oraz MIMI CHEMS i MIMI LEMMS znajdowały się na palecie dla instrumentów badających cząstki i pola (particles-and-fields pallet). Pozostałe instrumenty były przymocowane w różnych miejscach do górnego moduł wyposażenia sondy.

#### Awarie instrumentów podczas misji
Zasilanie spektrometru plazmy CAPS zostało wyłączone 14 czerwca 2011 roku, po analizie danych telemetrycznych, które wykazały, że instrument ten był odpowiedzialny za serię skoków napięcia w układach elektrycznych sondy. 16 marca 2012 roku instrument CAPS został ponownie uruchomiony, jednak z 1 na 2 czerwca 2012 roku bezpiecznik na pokładzie sondy automatycznie odciął zasilanie tego instrumentu i pozostał on wyłączony do końca misji.
23 grudnia 2011 roku doszło do awarii ultrastabilnego oscylatora (USO) w systemie telekomunikacyjnym sondy. Jego funkcję przejął oscylator zapasowy o mniejszej stabilności. Brak USO wpłynął negatywnie na rezultaty eksperymentów okultacji radiowej.
Wszystkie pozostałe instrumenty sondy, poza CAPS i USO, funkcjonowały normalnie do końca misji we wrześniu 2017 roku.

## Konstrukcja próbnika Huygens

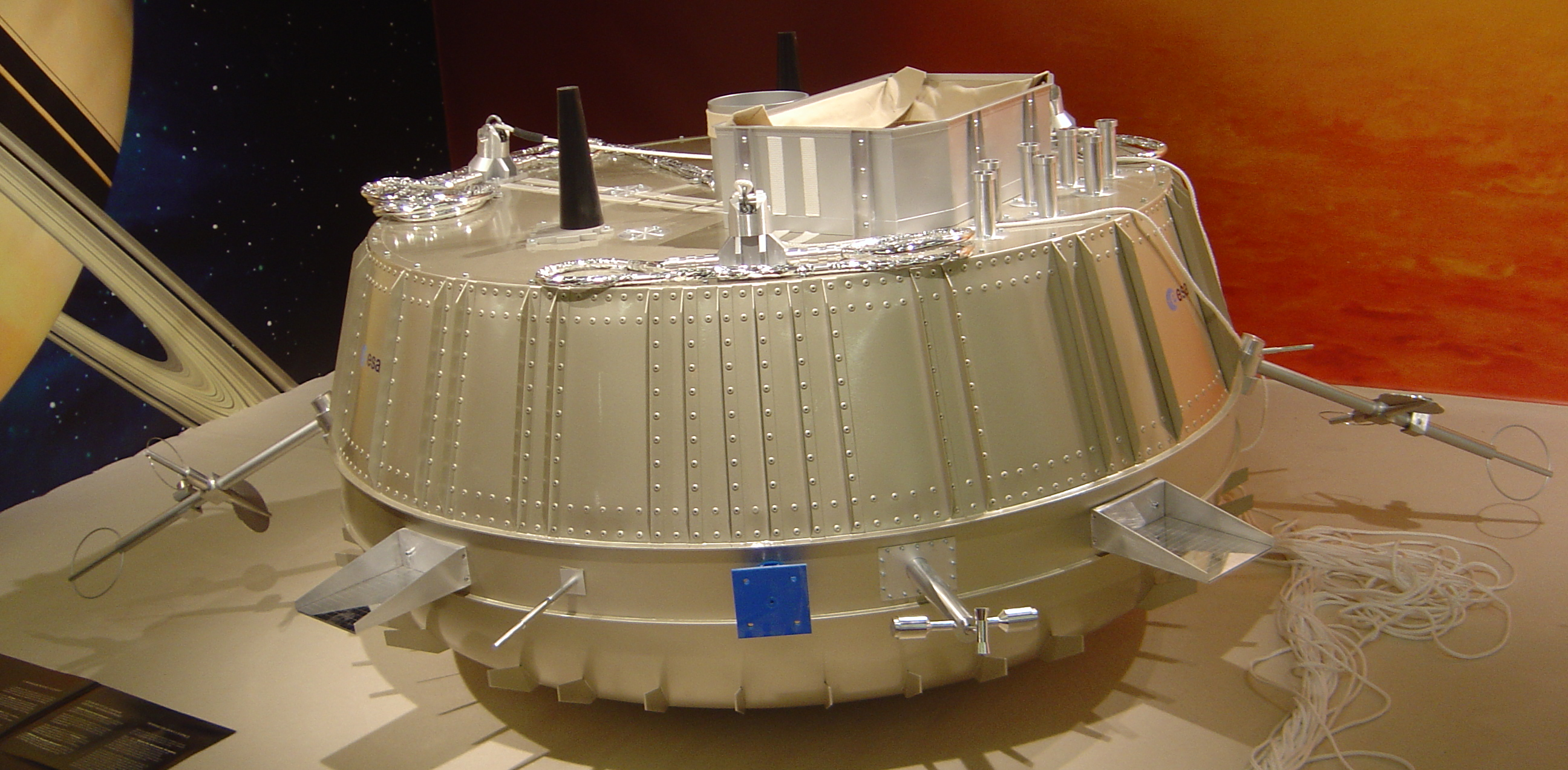
Makieta modułu opadania próbnika Huygens

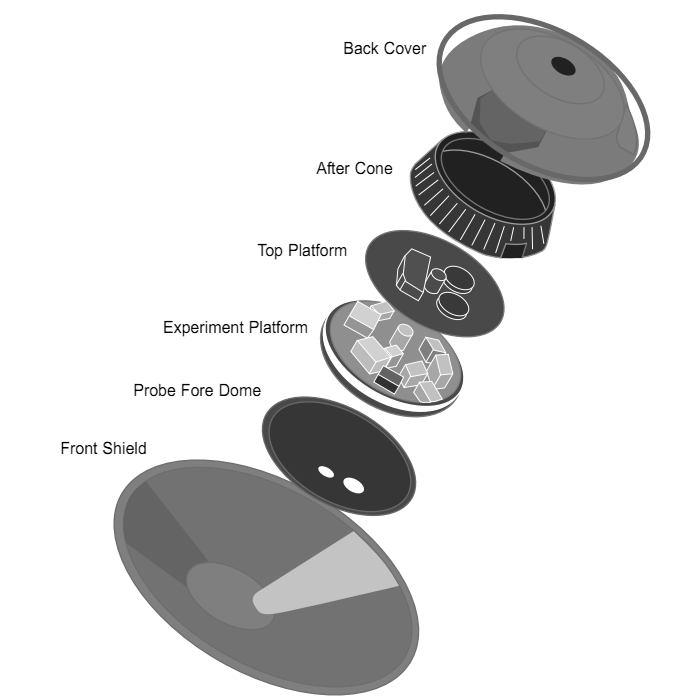
Schemat konstrukcji próbnika Huygens

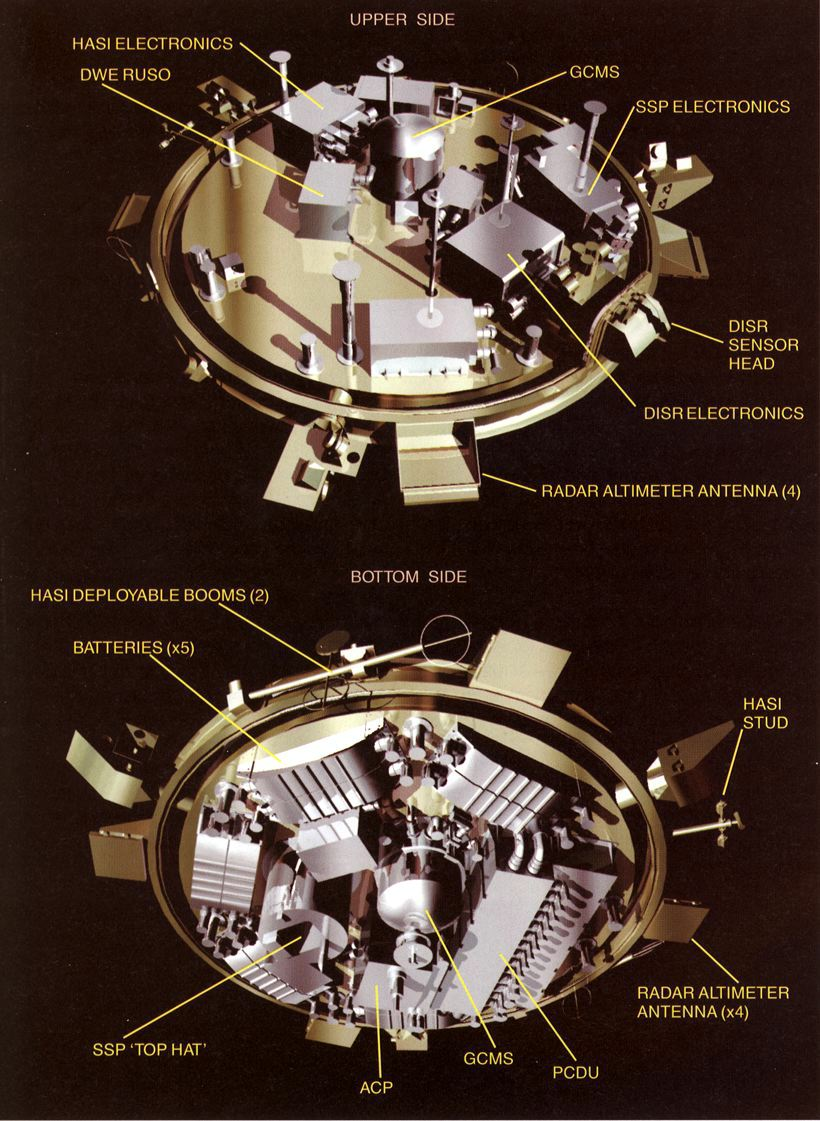
Schemat konstrukcji górnej i dolnej powierzchni platformy eksperymentalnej próbnika Huygens

Huygens był próbnikiem przeznaczonym do wykonania pomiarów in situ podczas przelotu pod spadochronem przez atmosferę Tytana, aż do jego powierzchni. Do momentu odłączenia od sondy Cassini pozostawał przymocowany do jej boku za pośrednictwem pierścienia łączącego. Próbnik został dostarczony przez Europejską Agencję Kosmiczną, a jego głównym wykonawcą było Aérospatiale.
Dostarczony przez ESA system składał się z dwóch głównych elementów – właściwego próbnika Huygens o masie 318 kg oraz wyposażenia pomocniczego próbnika (Probe Support Equipment, PSE) o masie 30 kg, które pozostawało połączone z orbiterem Cassini po odłączeniu próbnika. W skład wyposażenia PSE wchodziły systemy awioniki, odbiornik radiowy z ultrastabilnym oscylatorem, elementy łączące z orbiterem, połączenia elektryczne i łącza danych oraz system służący do odłączenia próbnika.
Próbnik właściwy składał się z zespołu osłon (Entry Assembly) i modułu opadania (Descent Module) znajdującego się wewnątrz osłon. Zespół osłon był odpowiedzialny za połączenie próbnika z orbiterem i jego odłączenie, zapewnienie osłony termicznej podczas lotu i wejścia w atmosferę Tytana oraz kontrolę przebiegu hamowania w atmosferze. Po wykonaniu manewru wejścia w atmosferę osłony były odrzucane uwalniając moduł opadania.
Przednia osłona aerodynamiczna o średnicy 2,75 m miała kształt stożkowo-sferyczny i masę 79 kg. Pokryta była płytkami z materiału ablacyjnego wykonanego z włókien krzemowych wzmocnionych przez żywice fenolowe, które chroniły przed strumieniem ciepła o gęstości 1 MW m−2. Osłona tylna miała masę ok. 16,4 kg. Opadanie próbnika w atmosferze spowalniał zespół trzech kolejno rozkładanych spadochronów. Spadochron pilotujący o średnicy 2,59 m odrzucał tylną osłonę, która odpadając wyciągała z kolei spadochron główny o średnicy 8,30 m. Spadochron główny był zbyt duży, by umożliwić przelot przez atmosferę w czasie krótszym niż planowane 2,5 h, był więc następnie zastępowany przez spadochron stabilizujący o średnicy 3,03 m. Czasze wszystkich spadochronów były wykonane z nylonu, a ich linki z Kevlaru.
Kadłub modułu opadania wykonany był z aluminium. Większość systemów i instrumentów naukowych była przymocowana do znajdującej się wewnątrz kadłuba platformy eksperymentalnej. Na górnej pokrywie kadłuba znajdowały się: pojemnik na moździerz wyrzucający spadochron pilotujący, pojemnik z dwoma pozostałymi spadochronami i dwie anteny do łączności z sondą Cassini. Na obrzeżu przedniej części kadłuba przymocowanych było 36 łopatek zapewniających kontrolowany ruch wirowy próbnika podczas opadania w atmosferze. Wszystkie systemy awioniki i nadajniki próbnika były zdublowane. Krytyczne dla przebiegu misji elementy – zegary pokładowe (Mission Timer Units) aktywujące zasilanie próbnika i akcelerometry (Central Acceleration Sensor Units) inicjujące sekwencję rozwinięcia spadochronów, były potrójnie redundantne. Dwa wysokościomierze radarowe (Radar Altimeter Units) pracujące w paśmie Ku na częstotliwościach 15,4 – 15,43 i 15,8 – 15,83 GHz, zaopatrzone w anteny o wymiarach 125 × 162 mm, dostarczały danych o rzeczywistej odległości od powierzchni księżyca, począwszy od wysokości ok. 42 km. Na wypadek lądowania w węglowodorowym jeziorze lub oceanie, próbnik został zaprojektowany w taki sposób, żeby utrzymywał się na powierzchni ciekłych węglowodorów.
Po odłączeniu od sondy Cassini energię dla próbnika dostarczało 5 baterii litowo-siarkowych (LiSO2), o całkowitej pojemności ok. 1600 Wh energii. Układ dystrybuujący energię (Power Conditioning & Distribution Unit) dostarczał prąd o napięciu 28 V. W skład systemu kontroli temperatury wchodziła wielowarstwowa izolacja oraz 35 grzejników radioizotopowych, każdy o mocy ok. 1 W.
Kontrolę nad sekwencją misji i nadzór nad przekazem danych z systemów pokładowych i instrumentów do nadajników sprawował zdwojony Command and Data Management Unit o łącznej pamięci wynoszącej ok. 20 kbit. Dane z próbnika przesyłane były na pokład sondy Cassini przez dwa niezależne (kanał A i kanał B) nadajniki w paśmie S o mocy 12 W, pracujące na częstotliwościach, odpowiednio, 2040 i 2098 MHz, z oddzielnymi antenami o niskim zysku. Szybkość transmisji danych w każdym kanale wynosiła 8192 bitów na sekundę. Identyczne dane były przesyłane z opóźnieniem 6 s między kanałami, dla zmniejszenia ryzyka ich utraty. Częstotliwość sygnału w kanale A była kontrolowana przez ultrastabilny oscylator na pokładzie próbnika i odpowiadający mu ultrastabilny oscylator odbiornika na pokładzie orbitera, które były wykorzystywane przez eksperyment pomiarów dopplerowskich prędkości wiatru (Doppler Wind Experiment). Dane z próbnika były odbierane przez antenę główną sondy Cassini i magazynowane na jej pokładzie do późniejszej transmisji na Ziemię.
Misją próbnika Huygens kierowało Huygens Probe Operations Center (HPOC), znajdujące się w Europejskim Centrum Operacji Kosmicznych (ESOC) w Darmstadt.

### Instrumenty naukowe
| Eksperyment                                                                                 | Ilustracja | Konstrukcja instrumentu Wykonawca i kierownik instrumentu | Zadania |
| ------------------------------------------------------------------------------------------- | ---------- | --- | --- |
| Descent Imager and Spectral Radiometer (DISR) – kamera i radiometr spektralny               |            | - 3 kamery (zakres 660–1000 nm; rozdzielczości 0,06°, 0,12° i 0,20°/piksel). - 2 spektrometry podczerwieni (870–1700 nm; rozdzielczość 6,3 nm). - 2 spektrometry światła widzialnego (480–960 nm; rozdzielczość 2,4 nm). - 2 fotometry światła fioletowego (350–480 nm). - 4-kanałowa kamera aureoli słonecznej (zakresy 500 ± 25 nm i 935 ± 25 nm w polaryzacjach pionowej i poziomej). - Czujnik Słońca. - Lampa oświetlająca powierzchnię gruntu. Masa: 8,07 kg Wykonawcy: Lunar and Planetary Laboratory w University of Arizona w Tucson, Max-Planck-Institut für Sonnensystemforschung i Departement de Recherche Spatiale w Observatoire de Paris Kierownik: Martin G. Tomasko z University of Arizona | Pomiar wertykalnego profilu strumienia energii słonecznej i równowagi termicznej atmosfery Tytana. Uzyskanie obrazów i wykonanie pomiarów widma refleksyjnego powierzchni dla badań składu, topografii, procesów fizycznych kształtujących powierzchnię oraz pomiaru profilu wiatru podczas opadania. Pomiary jasności i stopnia polaryzacji liniowej rozproszonego światła słonecznego oraz głębokości optycznej aerozoli atmosferycznych. Pomiary widma strumienia słonecznego dla określenia składu atmosfery, w tym głównie profilu współczynnika mieszania metanu. |
| Aerosol Collector and Pyrolyser (ACP) – analizator aerozoli i pirolizer                     |            | Pobranie 2 próbek na wysokościach 130–35 km i 25–20 km. Trzystopniowa piroliza w temperaturze otoczenia, 250 °C i 600 °C. Przekazanie produktów pirolizy do instrumentu GCMS w celu analizy. Masa: 6,18 kg Wykonawcy: Service d’Aéronomie du Centre national de la recherche scientifique w Verrières-le-Buisson i Institut für Weltraumforschung w Grazu Kierownik: Guy M. Israel z Service d’Aéronomie, Centre National de la Recherche Scientifique (CNRS) | Określenie składu chemicznego aerozoli fotochemicznych. Określenie względnej obfitości skondensowanych związków organicznych w dolnej stratosferze i górnej troposferze. Określenie bezwzględnej obfitości związków skondensowanych. Określenie przeciętnych rozmiarów obszarów zarodkowania aerozoli. Detekcja związków niekondensujących uwięzionych w aerozolach. |
| Gas Chromatograph and Mass Spectrometer (GCMS) – chromatograf gazowy i spektrometr mas      |            | Kwadrupolowy spektrometr mas. 3 kolumny chromatograficzne. 5 elektronowych źródeł jonowych. Rare Gases and Enrichment Cell (detektor gazów szlachetnych i związków organicznych). Pomiar cząstek o masie 2–146 u. Zakres dynamiczny > 108. Czułość: współczynnik mieszania 10−12. Rozdzielczość mas 10−6 przy 60 u. Masa: 17,20 kg Wykonawca: NASA Goddard Space Flight Center w Greenbelt, Maryland Kierownik: Hasso B. Niemann z NASA Goddard Space Flight Center | Pomiar profilu składu atmosfery Tytana od wysokości 170 km do powierzchni. Określenie stosunków izotopowych głównych składników gazowych. Analiza produktów pirolizy aerozoli z instrumentu ACP. Określenie składu powierzchni. |
| Huygens Atmospheric Structure Instrument (HASI) – instrument do badania struktury atmosfery |            | - Przyspieszeniomierz trójosiowy (1 serwomechaniczny i 3 piezoelektryczne). - Czujnik ciśnienia typu Kiel i przetworniki pojemnościowe. - 2 dwuelementowe termometry platynowe. - Detektor impedancji i pola prądu przemiennego. - Detektor relaksacji. - Czujnik akustyczny. - Detektor sygnałów radarowych. Masa: 5,77 kg Wykonawca: międzynarodowe konsorcjum kierowane przez CISAS „G. Colombo” w Università degli Studi di Padova Kierownik: Marcello Fulchignoni z Université Paris VII / Observatoire de Paris-Meudon | Określenie profili ciśnienia atmosferycznego i temperatury. Oszacowanie profili gęstości i masy cząsteczkowej. Określenie profili konduktywności i nośników ładunku w atmosferze. Zbadanie procesów jonizacji. Zbadanie pól elektrycznych i wyładowań atmosferycznych; analiza kwazistatycznych pól elektrycznych prowadzących do powstawania burz. Detekcja szumów akustycznych wywołanych przez turbulencje lub burze. Określenie chropowatości oraz własności mechanicznych i elektrycznych powierzchni Tytana.                                                      |
| Surface Science Package (SSP) – zestaw do badań powierzchni                                 |            | - 2 przyspieszeniomierze piezoelektryczne. - Elektrolityczne czujniki przechylenia. - Czujnik termiczny. - 2 przetworniki piezoelektryczne do pomiaru prędkości dźwięku. - Sonda akustyczna. - Czujnik względnej przenikalności elektrycznej płynu. - Czujnik wyporu Archimedesa gęstości płynu. - Refraktometr. Masa: 4,87 kg Wykonawca: międzynarodowe konsorcjum kierowane przez The Open University w Milton Keynes Kierownik: John C. Zarnecki z The Open University | Określenie natury fizycznej i warunków na powierzchni Tytana w miejscu lądowania. Określenie obfitości głównych składników, nakładających ograniczenia na ewolucję atmosfery i oceanu. Pomiar właściwości termicznych, optycznych, akustycznych i elektrycznych oraz gęstości ewentualnego oceanu. Określenie własności fal i interakcji oceanu z atmosferą. Dostarczenie danych terenowych dla interpretacji wielkoskalowych obserwacji przez radar i inne eksperymenty.                                                                                               |
| Doppler Wind Experiment (DWE) – eksperyment pomiarów dopplerowskich prędkości wiatru        |            | Ultrastabilny oscylator nadajnika na pokładzie próbnika. Ultrastabilny oscylator odbiornika na pokładzie orbitera. Sieć radioteleskopów na powierzchni Ziemi. Masa: 1,90 kg Wykonawca: Radioastronomisches Institut w Universität Bonn Kierownik: Michael K. Bird z Universität Bonn | Określenie profilu prędkości wiatru strefowego na Tytanie w zakresie wysokości 0–160 km z dokładnością ok. 1 m s−1. Pomiar fluktuacji dopplerowskich określających poziom i indeks spektralny turbulencji i aktywności falowej w atmosferze. Pomiar modulacji sygnału dla monitorowania dynamiki opadania próbnika w atmosferze. |

### Wkład Polski do misji Huygens
W konstrukcji instrumentów dla próbnika Huygens wzięli udział polscy specjaliści z Centrum Badań Kosmicznych PAN w Warszawie. Ich dziełem jest zaprojektowanie i wykonanie czujnika do pomiaru temperatury i przewodnictwa cieplnego (Thermal Properties, THP), wchodzącego w skład eksperymentu Surface Science Package. Drugim polskim wkładem było zaprojektowanie układów elektroniki analogowej obsługujących pięć czujników do badań własności fizycznych powierzchni Tytana. Układy te zostały zbudowane w Anglii według polskiego projektu, przeszły pomyślnie testy przedstartowe i weszły w skład aparatury próbnika Huygens.

## Przebieg misji

### Przygotowania do misji

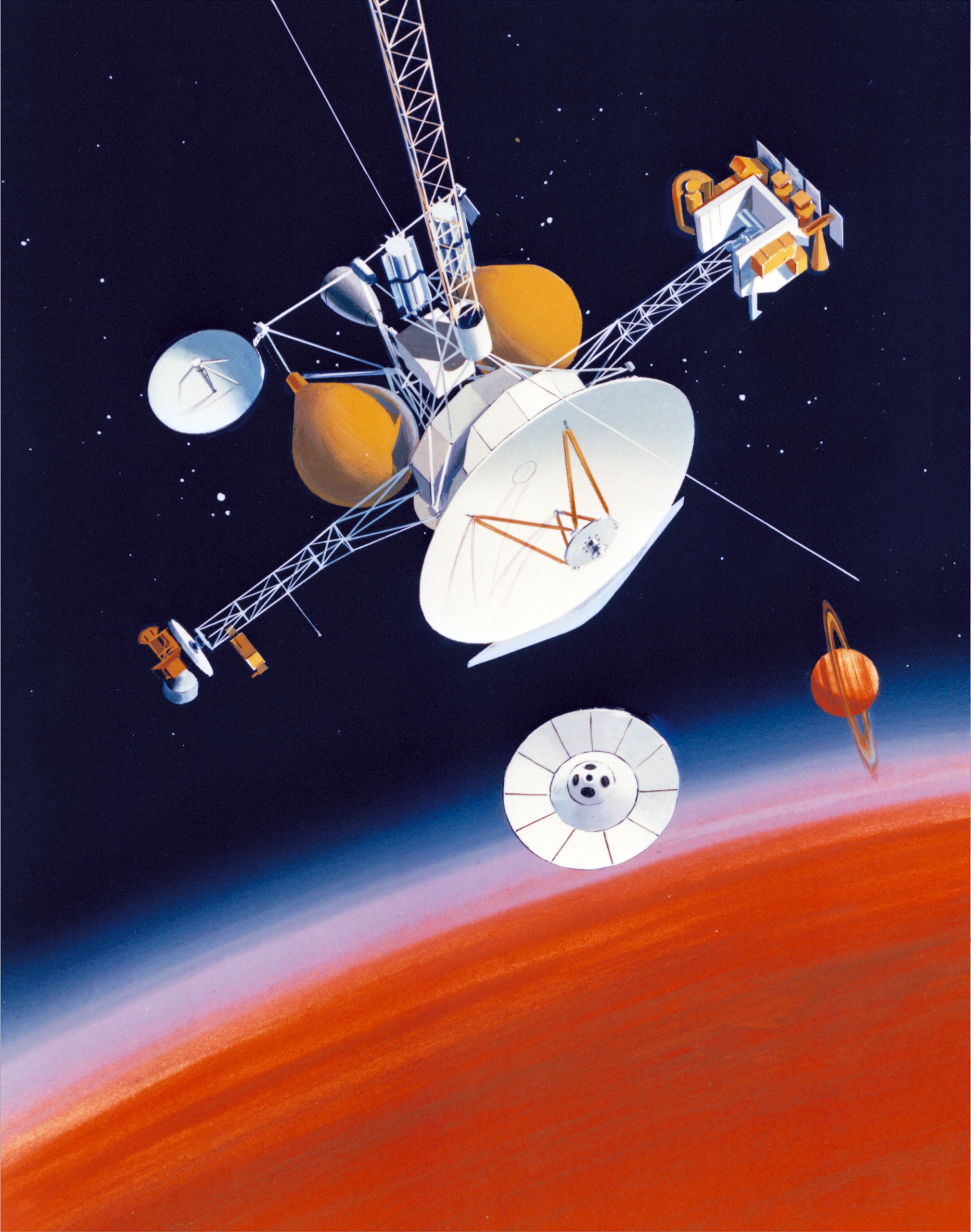
Projekt sondy Cassini-Huygens z 1988 roku w oparciu o konstrukcję sondy typu Mariner Mark II

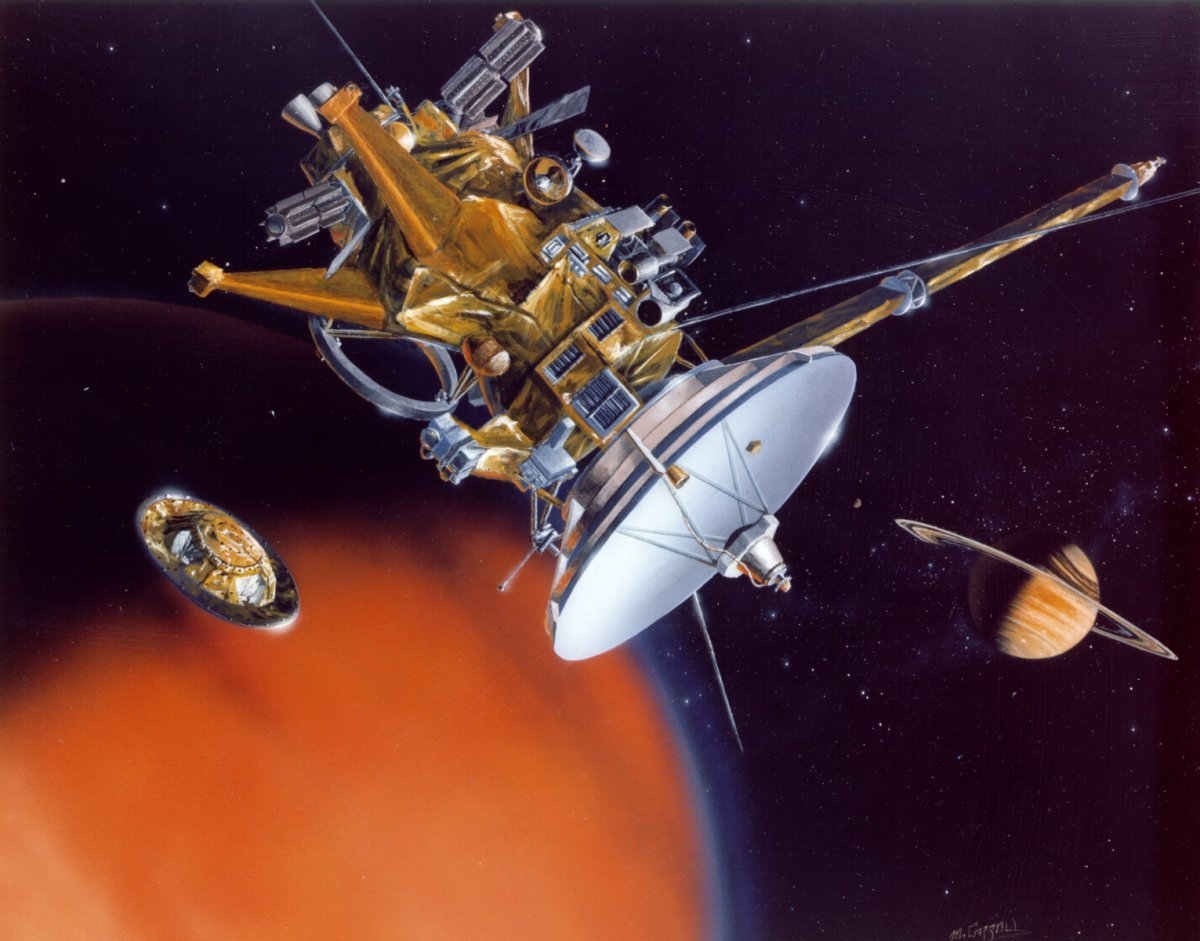
Wygląd sondy Cassini i próbnika Huygens według ostatecznie wybranego projektu

W połowie lat siedemdziesiątych XX wieku NASA przygotowywała się do wstępnego rekonesansu układu Saturna przez sondę Pioneer 11 i sondy programu Voyager. W swoim raporcie z 1975 roku Space Science Board amerykańskiej National Research Council i jego Committee on Planetary and Lunar Exploration zarekomendowały przeprowadzenie w następnym etapie dogłębnej eksploracji tej planety i jej księżyców, ze szczególnym uwzględnieniem Tytana. W 1977 roku NASA zainicjowała prace koncepcyjne nad misją do Saturna, nazwaną Saturn Orbiter Dual Probe, składającą się z trzech elementów: orbitera Saturna, próbnika atmosferycznego planety oraz próbnika atmosferycznego lub lądownika na Tytanie.
W latach 1979–1981 sondy Pioneer 11, Voyager 1 i Voyager 2 dokonały pierwszych przelotów obok Saturna, ukazując niespodziewanie duże zróżnicowanie jego układu. W czerwcu 1982 roku Space Science Committee należący do European Science Foundation i amerykański Space Science Board utworzyły wspólną grupę roboczą, której zadaniem było zbadanie możliwości współpracy pomiędzy Stanami Zjednoczonymi i Europą w dziedzinie badań planetarnych. W lipcu 1982 roku ESA ogłosiła wezwanie do europejskich naukowców do przedłożenia propozycji przyszłych misji kosmicznych. W rezultacie, w listopadzie 1982 roku, Daniel Gautier i Wing Ip przedłożyli ESA propozycję, podpisaną także przez 27 innych naukowców, misji nazwanej Cassini, złożonej z orbitera Saturna i próbnika Tytana, jednocześnie sugerując przeprowadzenie jej we współpracy z NASA. W styczniu 1983 roku amerykański Solar System Exploration Committee zarekomendował NASA przeprowadzenie misji na Tytana (Titan Probe-Radar Mapper) z możliwością dołączenia do niej orbitera Saturna.
Pomiędzy kwietniem 1984 roku a czerwcem 1985 roku NASA i ESA przeprowadziły wspólne studium oceniające misję do Saturna i Tytana. W jego trakcie zdecydowano, że próbnik Tytana zostanie dostarczony przez ESA, a za budowę orbitera będzie odpowiadać NASA. W lutym 1986 roku ESA przyjęła projekt próbnika do wstępnego studium (Phase A study). Zostało ono przeprowadzone od listopada 1987 do września 1988 roku, przez europejskie konsorcjum przemysłowe, pod kierunkiem Marconi Space Systems. Po jego zakończeniu, 25 listopada 1988 roku, misja próbnika Tytana została zatwierdzona do realizacji jako pierwsza misja klasy średniej w ramach długofalowego programu europejskich badań kosmicznych Horizon 2000. Misja próbnika otrzymała wówczas nazwę Huygens.
Po stronie amerykańskiej, w latach 1987–1988, w NASA kontynuowano prace projektowe nad konstrukcją nowego typu sondy kosmicznej Mariner Mark II, przeznaczonej do misji w zewnętrznych obszarach Układu Słonecznego. Pierwszymi sondami, które miały wykorzystywać tę nową konstrukcję były sonda kometarna CRAF i Cassini. Ich misje zostały połączone we wspólnym programie, który został zaaprobowany przez amerykański Kongres w listopadzie 1989 roku.
W październiku 1989 roku ESA i NASA ogłosiły oddzielnie konkursy (Announcements of Opportunity) na instrumenty naukowe przeznaczone dla próbnika i orbitera. Konkurs został rozstrzygnięty przez ESA we wrześniu 1990 roku, a przez NASA w listopadzie 1990 roku. Oprócz instrumentów do realizacji wybrano także badania interdyscyplinarne. Dodatkowy konkurs na konstrukcję instrumentu INMS na pokładzie orbitera został rozstrzygnięty w lutym 1992 roku. Włoska Agencja Kosmiczna (ASI), w ramach umowy o dwustronnej współpracy z NASA z 1993 roku, dostarczyła antenę główną i niektóre z instrumentów dla orbitera. Głównym wykonawcą próbnika Huygens zostało Aérospatiale.
Wprowadzone przez Kongres ograniczenia budżetowe wymusiły w styczniu 1992 roku rezygnację z misji sondy CRAF i zmiany konstrukcyjne zmniejszające koszt konstrukcji orbitera Cassini. Zrezygnowano z dwóch ruchomych platform dla instrumentów naukowych i oddzielnej ruchomej anteny do łączności z próbnikiem Huygens. Zaniechano też planów dokonania bliskiego przelotu obok planetoidy i większości obserwacji naukowych w trakcie lotu w kierunku Saturna. Data startu została przełożona z kwietnia 1996 na październik 1997 roku. W 1995 roku komisja budżetowa Kongresu (U.S. House Appropriations Subcommittee) zdecydowała o całkowitej rezygnacji z misji Cassini. Decyzja ta została cofnięta po interwencji dyrektora generalnego ESA.
Od listopada 1995 roku w Jet Propulsion Laboratory prowadzono montaż i testy orbitera, podczas gdy integrację i testy próbnika Huygens wykonano w zakładach Daimler-Benz Aerospace Dornier Satellitensysteme w Ottobrunn w pobliżu Monachium. Na początku kwietnia 1997 roku Huygens został przetransportowany samolotem na kosmodrom Cape Canaveral. 21 kwietnia 1997 trafił tam także orbiter Cassini. Na kosmodromie przeprowadzone zostały finalne etapy montażu i testów przedstartowych sondy oraz jej integracja z rakietą nośną.
29 sierpnia 1997, już po zamontowaniu sondy na szczycie rakiety Titan IV, wykryto uszkodzenie fragmentu osłony termicznej wewnątrz próbnika Huygens, spowodowane przez nieprawidłowo ustawiony przepływ powietrza w systemie chłodzenia. W celu naprawy osłony konieczne było zdemontowanie sondy i jej przewiezienie do hali montażowej, co zmusiło do przesunięcia, zaplanowanego pierwotnie na 6 października, terminu startu.

### W drodze do Saturna

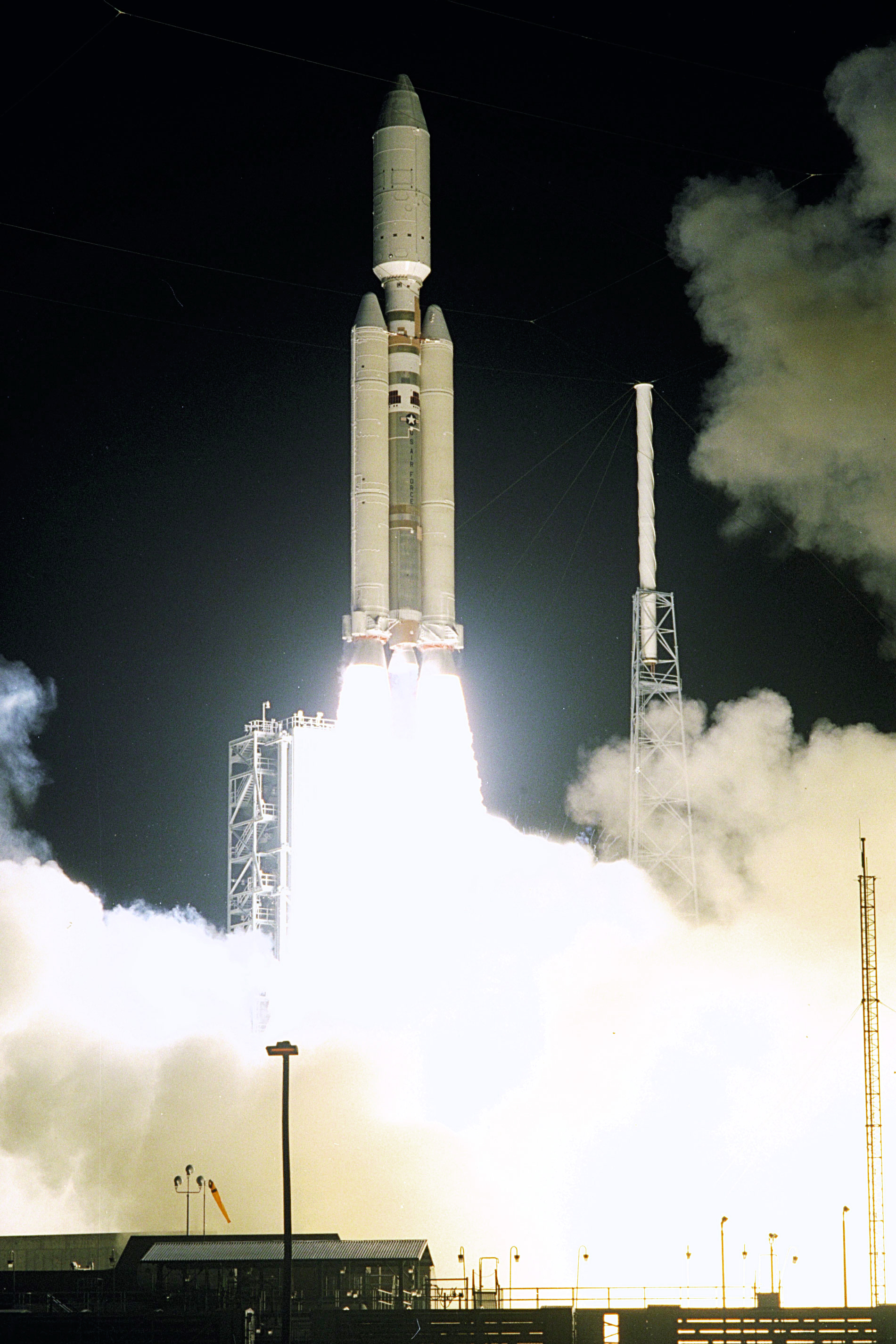
Start rakiety Titan IVB/Centaur z sondą Cassini

Trajektoria lotu sondy Cassini-Huygens do Saturna

#### Wenus i Ziemia
Start sondy Cassini-Huygens nastąpił 15 października 1997 roku o 08:43:01 UTC, ze stanowiska startowego LC40 na Cape Canaveral Air Force Station. O 08:54 UTC rakieta nośna Titan 401B/Centaur (numer seryjny 4B-33/TC-21) wprowadziła sondę na wstępną orbitę parkingową. Powtórny zapłon członu Centaur o 09:13 UTC umożliwił wejście na orbitę heliocentryczną. Uzyskana przez sondę przy starcie energia charakterystyczna (C3) wyniosła 16,640 km²s−2. Ponieważ sonda miała zbyt dużą masę na to, żeby rakieta nośna mogła dostarczyć energii wystarczającej na bezpośredni lot do Saturna, dla potrzeb misji zaprojektowano trajektorię lotu nazwaną VVEJGA (Venus-Venus-Earth-Jupiter Gravity Assist). Umożliwiła ona czterokrotne wykorzystanie manewrów asysty grawitacyjnej mijanych planet (podczas dwukrotnych przelotów obok Wenus, przelotu obok Ziemi oraz przelotu obok Jowisza) dla dotarcia do Saturna.
27 marca 1998 roku Cassini przeszedł przez pierwsze peryhelium swej orbity, w odległości 0,67 AU od Słońca. Największe zbliżenie podczas pierwszego przelotu obok Wenus, na odległość 283,7 km od powierzchni planety, miało miejsce 26 kwietnia 1998 roku o 13:44:41 UTC. Wykonany w efekcie przelotu manewr asysty grawitacyjnej zwiększył prędkość sondy względem Słońca o 3,7 km s−1.
3 grudnia 1998 roku przy użyciu silnika głównego został wykonany manewr DSM (Deep Space Maneuver; Δv = 450,2 m s−1), który został zaplanowany w celu zmniejszenia prędkości sondy w pobliżu apoapsis, obniżając następujące peryapsis i umożliwiając przeprowadzenie ponownego manewru asysty grawitacyjnej ze strony Wenus. 7 grudnia 1998 roku sonda przeszła przez aphelium, w odległości 1,58 AU od Słońca.
Drugi przelot obok Wenus nastąpił 24 czerwca 1999 roku o 20:29:55 UTC, w odległości 602,6 km od jej powierzchni. W wyniku przelotu prędkość sondy względem Słońca zwiększyła się o 3,1 km s−1. 29 czerwca 1999 roku sonda przeszła przez drugie peryhelium, w odległości 0,72 AU od Słońca.
18 sierpnia 1999 roku, Cassini zbliżył się do Ziemi, przelatując o godz. 03:28:26 UTC w odległości 1171 km nad południowym Pacyfikiem. Prędkość sondy zwiększyła się przy tym o 4,1 km s−1. Krótko przed tym przelotem, 15 sierpnia, została odrzucona osłona instrumentu VIMS IR, a 16 sierpnia rozłożony został wysięgnik magnetometru.
Podczas przelotów obok Wenus i Ziemi zaplanowano przeprowadzenie stosunkowo niewielkiej ilości obserwacji naukowych. W trakcie pierwszego zbliżenia do Wenus poszukiwano oznak wyładowań atmosferycznych w jej atmosferze. Podczas kolejnego przelotu badano interakcje zachodzące pomiędzy wiatrem słonecznym a planetą oraz jej jonosferę. Również instrumenty optyczne wykonały wtedy swoje pierwsze testowe obserwacje. Przelot obok Ziemi wykorzystano do przeprowadzenia kalibracji instrumentów sondy. W tym celu wykonano obserwacje ziemskiej magnetosfery, powierzchni Księżyca oraz test radaru polegający na wysłaniu i odbiorze odbitych od powierzchni Ziemi sygnałów.
W drodze do Jowisza sonda Cassini minęła w znacznej odległości, około 1,5 mln km, planetoidę (2685) Masursky. Największe zbliżenie miało miejsce 23 stycznia 2000 roku o 09:58 UTC. Podczas spotkania sonda wykonała obserwacje oceniające kształt, rozmiary i albedo planetoidy oraz pomiary spektralne.
1 lutego 2000 roku antena główna (HGA) przestała pełnić rolę osłony przeciwsłonecznej i przejęła funkcję utrzymywania łączności z Ziemią.

#### Jowisz
1 października 2000 roku sonda Cassini rozpoczęła trwającą przez 6 miesięcy kampanię obserwacyjną Jowisza. Badania wykonywane przez sondę Cassini były przy tym skoordynowane z obserwacjami prowadzonymi przez sondę Galileo, która od grudnia 1995 roku znajdowała się na orbicie wokół tej planety. Podczas fazy zbliżania się do Jowisza, Cassini znajdował się poza granicami jego magnetosfery i prowadził pomiary wiatru słonecznego, podczas gdy Galileo przebywał głęboko we wnętrzu magnetosfery. Po minięciu planety, sonda Cassini leciała wzdłuż brzegu granicy magnetosfery, wielokrotnie ją przekraczając, natomiast Galileo opuścił magnetosferę i prowadził pomiary wiatru słonecznego.
Obserwacje wykonane podczas przelotu przez instrumenty naukowe obejmowały:
- Badanie składu i dynamiki atmosfery Jowisza, w tym zorzy polarnej i przepływów ciepła.
- Obserwacje pierścieni Jowisza.
- Obserwacje Europy i Kallisto podczas ich opozycji.
- Obserwacje księżyca Himalia i określenie jego okresu rotacji.
- Obserwacje Io podczas jego zaćmienia.
- Badania magnetosfery Jowisza i jego interakcji z wiatrem słonecznym.
- Pomiary strumienia pyłowego pochodzącego z Io.
- Obserwacje promieniowania synchrotronowego Jowisza.

W skoordynowanych obserwacjach Jowisza wykorzystano też Kosmiczny Teleskop Hubble’a, Obserwatorium Rentgenowskie Chandra i szereg radioteleskopów na powierzchni Ziemi. Kamery sondy Cassini wykonały łącznie około 26 000 fotografii planety i jej księżyców.
16 grudnia 2000 roku, podczas zbliżania do Jowisza, z powodu zakłóceń w funkcjonowaniu koła reakcyjnego RWA-2, nastąpiło przełączenie sterowania położeniem sondy na system sterowania reakcyjnego (RCS). Z tego powodu, w celu ochrony przed nadmiernym zużyciem hydrazyny, od 19 grudnia do 28 grudnia wstrzymano prowadzenie kampanii obserwacyjnej.
Największe zbliżenie do Jowisza nastąpiło 30 grudnia 2000 roku o 10:04:21 UTC. Odległość od planety w periapsis wyniosła 9 722 965 km. W wyniku przelotu prędkość sondy zmieniła się o 2,2 km s−1, a jej trajektoria została odchylona 12,2° kierując się ku Saturnowi. Ostatnie obserwacje Jowisza zostały wykonane 22 marca 2001 roku.

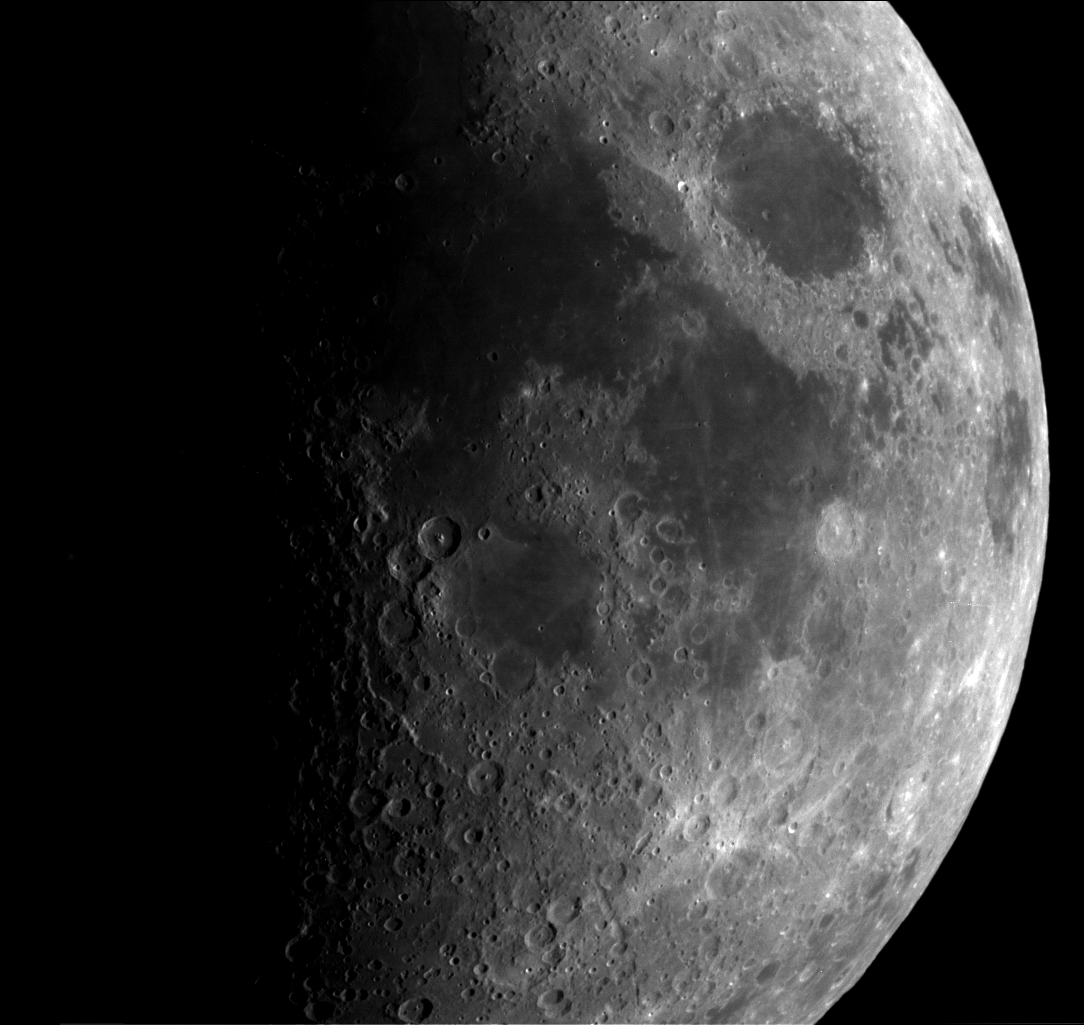
Księżyc sfotografowany podczas przelotu obok Ziemi
Dynamika atmosfery Jowisza w okolicy Wielkiej Czerwonej Plamy
Jowisz i Ganimedes
Io w fazie zaćmienia

### Przybycie do układu Saturna

Artystyczna wizja manewru wejścia na orbitę wokół Saturna

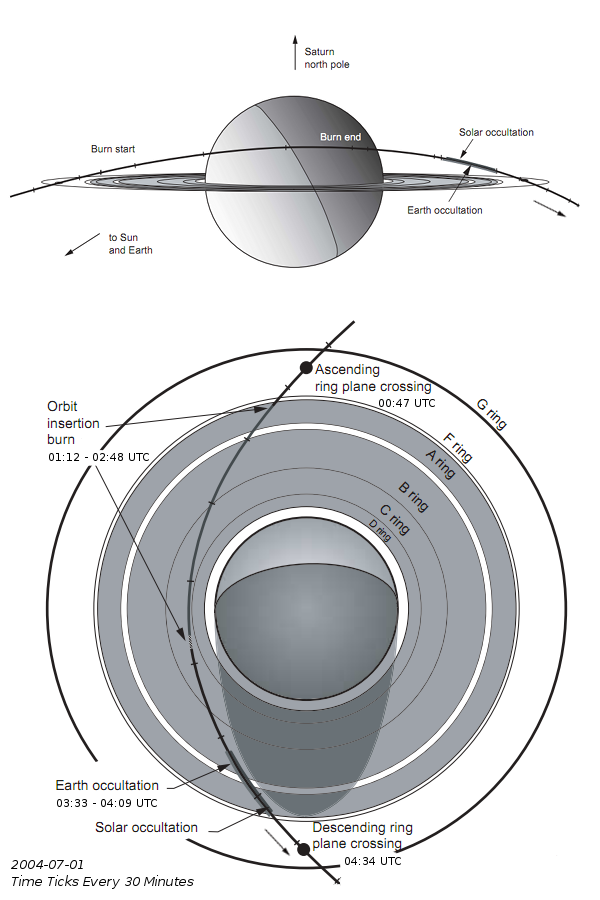
Trajektoria sondy Cassini-Huygens podczas manewru wejścia na orbitę Saturna

Pierwsze zdjęcia Saturna sonda wykonała 21 października 2002 roku z odległości 285 mln km. Podczas zbliżania się do planety wykonywano testy obserwacyjne instrumentów i wykorzystywano je do uściślania elementów orbitalnych księżyców.
W drodze do Saturna, 11 czerwca 2004 roku, Cassini-Huygens przeleciał w odległości 2068 km od Febe, najdalszego z dużych księżyców planety. Po tym przelocie, w dniu 16 czerwca 2004 roku, wykonano ostatni manewr korekcyjny trajektorii przed dotarciem w pobliże planety.
1 lipca 2004 roku, nadlatując spod płaszczyzny pierścieni planety, sonda zbliżyła się do Saturna. O godz. 00:47 UTC Cassini-Huygens przeciął płaszczyznę pierścieni w kierunku wstępującym (Ascending ring-plane crossing), przelatując przez przerwę pomiędzy pierścieniami F i G, w odległości 158 529 km od centrum planety. O 01:12 UTC sonda uruchomiła na 96 minut silnik główny, wykonując manewr wejścia na orbitę wokół planety (Saturn Orbit Insertion; Δv = 636,8 m s−1). W trakcie tego manewru, o 02:39 UTC, Cassini znalazł się w najmniejszej odległości od planety, 19 980 km nad powierzchnią chmur. O 04:34 UTC sonda ponownie przecięła płaszczyznę pierścieni, tym razem w kierunku zstępującym (Descending ring-plane crossing), w odległości 158 776 km od centrum planety. Podczas obydwu przelotów przez płaszczyznę pierścieni sonda ustawiała się anteną główną (HGA) w kierunku lotu, tak by służyła ona jak osłona przed uderzeniami cząsteczek pyłu.
23 sierpnia 2004 roku został wykonany kolejny duży manewr (Periapsis Raise Maneuver, oznaczany też jako OTM-002; Δv = 393 m s−1), który podniósł punkt następnego wstępującego przecięcia płaszczyzny pierścieni aż w pobliże orbity Tytana. Pierwszy bliski przelot obok Tytana odbył się 26 października 2004 roku.

### Misja próbnika Huygens

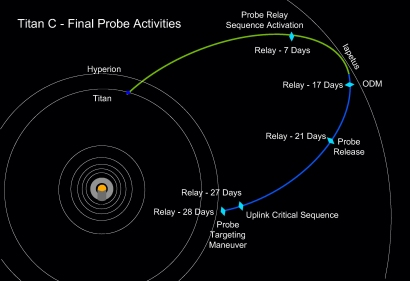
Schemat trajektorii próbnika Huygens podczas 4 tygodni poprzedzających lądowanie na Tytanie

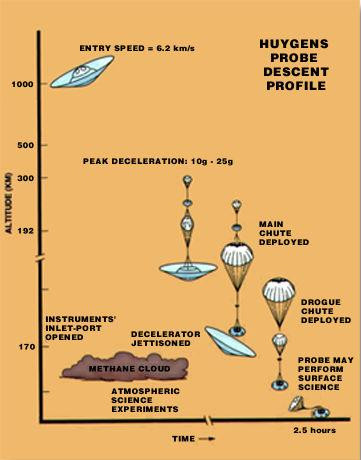
Sekwencja przelotu przez atmosferę i lądowania próbnika Huygens

Zdjęcie wykonane w czasie opadania z wysokości pięciu kilometrów, z użyciem obiektywu szerokokątnego.

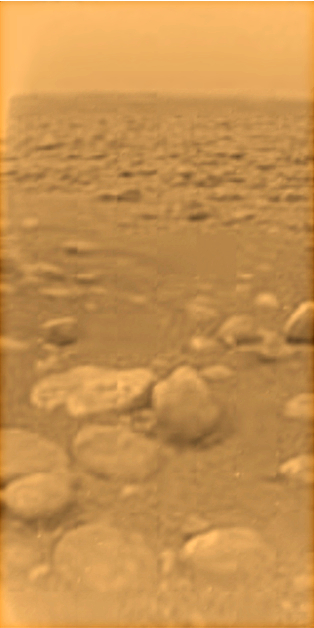
Zdjęcie powierzchni Tytana w miejscu lądowania

W trakcie lotu do Saturna przymocowany do boku sondy Cassini próbnik Huygens przez większość czasu pozostawał nieaktywny. W tej fazie misji łącznie 16 razy przeprowadzono testy sprawdzające stan systemów pokładowych i instrumentów naukowych próbnika.
W lutym 2000 roku wykonany został test sprawdzający łączność radiową pomiędzy próbnikiem i orbiterem podczas lądowania na Tytanie. W tym celu antenę Deep Space Network w Goldstone wykorzystano do przesłania sygnałów w pasmie S do odbiornika na pokładzie orbitera. Częstotliwość, amplituda i format sygnałów zostały zaprogramowane w taki sposób żeby symulować sygnały pochodzące z pokładu Huygensa podczas rzeczywistej misji. Rezultat testu był niepomyślny i wskazywał na utratę prawie wszystkich przesłanych danych. Przeprowadzone dochodzenie wykazało obecność błędu konstrukcyjnego w odbiorniku telemetrii próbnika Huygens na pokładzie orbitera. Nie był on w stanie prawidłowo dekodować odbieranych danych przy spodziewanej dopplerowskiej zmianie częstotliwości sygnału podczas przelotu próbnika przez atmosferę Tytana.
Pierwotny projekt misji przewidywał lądowanie próbnika Huygens pod koniec pierwszej orbity wokół Saturna, z przelotem orbitera na wysokości 1200 km. Rozwiązanie problemu łączności wymagało dokonania takiej zmiany geometrii przelotu sondy Cassini obok Tytana, żeby zminimalizować prędkość orbitera względem lądującego próbnika. Planowane pierwsze dwie orbity wokół Saturna zostały zastąpione przez trzy orbity o krótszym okresie, z lądowaniem podczas trzeciej orbity i zbliżeniem orbitera Cassini do Tytana na odległość 60 000 km. Zmniejszyło to przesunięcie dopplerowskie odbieranych sygnałów do wartości, które nie zakłócały transmisji. Dodatkowo zdecydowano o wcześniejszym o 4 godziny włączeniu ogrzewania próbnika Huygens przed wejściem w atmosferę, co zwiększyło temperaturę oscylatora nadajnika pokładowego i stabilność jego pracy.
Po drugim bliskim przelocie obok Tytana, w dniu 13 grudnia 2004 roku, sonda Cassini znalazła się na orbicie, która bez dalszej korekty doprowadziłaby do następnego przelotu w odległości około 4600 km od tego księżyca. 17 grudnia Cassini wykonał, przy użyciu silnika głównego, manewr, który wprowadził go na trajektorię prowadzącą do zderzenia z Tytanem (Probe Targeting Maneuver; Δv = 11,94 m s−1). Dodatkowy niewielki manewr korekcyjny (Δv = 0,02 m s−1) został wykonany 23 grudnia.
25 grudnia o 02:00 UTC próbnik Huygens został odłączony poprzez zdetonowanie sworzni pirotechnicznych i odepchnięty przez sprężyny od orbitera Cassini z prędkością około 0,33 m s−1. Jednocześnie próbnikowi zostało nadane wirowanie z prędkością 7,5 obrotów na minutę, dla stabilizowania jego ustawienia w przestrzeni. 28 grudnia Cassini wykonał manewr zejścia z kursu kolizyjnego z Tytanem (Orbiter Deflection Maneuver; Δv = 23,7 m s−1), który wraz z kolejnym manewrem w dniu 3 stycznia 2005 (Δv = 0,14 m s−1) zapewnił właściwą trajektorię dla odbioru danych z próbnika podczas jego misji na Tytanie.
Podczas trwającego dwadzieścia dni lotu w kierunku Tytana jedynymi czynnymi elementami na pokładzie próbnika Huygens były trzy zegary pokładowe. Aktywowały one funkcjonowanie próbnika na 4 h 23 min przed przewidzianym momentem wejścia w atmosferę. 14 stycznia 2005 o 09:05:52,523 UTC próbnik osiągnął wysokość 1270 km nad powierzchnią księżyca, która została zdefiniowana przez zespół nawigacyjny misji jako granica atmosfery. Wtargnięcie w atmosferę nastąpiło z prędkością 6 km s−1, pod kątem – 65,6° ± 0,3° w stosunku do lokalnego horyzontu. Osłony próbnika zapewniły wyhamowanie do prędkości około 400 m s−1 na wysokości 155 km. W tym momencie komputery pokładowe przetwarzające dane z akcelerometrów zainicjowały sekwencję rozwinięcia spadochronów. Ładunek pirotechniczny wyrzucił spadochron pilotujący odrzucający tylną osłonę, która odpadając wyciągnęła z kolei spadochron główny. 30 sekund później odrzucona została osłona przednia. Następnie odrzucone zostały osłony i rozłożone wysięgniki instrumentów naukowych. 15 minut po rozłożeniu spadochronu głównego, na wysokości 111 km, został on odrzucony i zastąpiony przez mniejszy spadochron stabilizujący. Na wysokości 62 km włączone zostały wysokościomierze radarowe. Umożliwiły one optymalizację pomiarów wykonywanych przez instrumenty podczas ostatniej fazy opadania. Na wysokości 700 m nad powierzchnią włączona została lampa instrumentu DISR umożliwiająca wykonanie pomiarów widma refleksyjnego.
O 11:38:10,77 UTC Huygens wylądował bezpiecznie z prędkością pionową 4,54 m s−1 w miejscu o współrzędnych 10,25° ± 0,17° S, 192,32° ± 0,24° W. Sonda Cassini kontynuowała odbiór danych z próbnika aż do momentu jej zniknięcia pod lokalnym horyzontem w miejscu lądowania. Huygens kontynuował pracę przez przynajmniej 3 h 14 min od momentu lądowania, co potwierdzał odbiór sygnału nośnego jego nadajnika przez radioteleskopy na Ziemi. Łącznie próbnik przekazał około 130 Mbit danych naukowych i inżynieryjnych.
Podczas misji próbnika wystąpiła anomalia w systemie łączności, która spowodowała całkowitą utratę danych przesyłanych przez nadajnik kanału A. Przyczyną był błąd w oprogramowaniu sterującym przesłanym na pokład sondy Cassini. Pominięto w nim komendę włączenia zasilania ultrastabilnego oscylatora odbiornika kanału A. W rezultacie odbiornik ten nie był w stanie odebrać sygnałów z pokładu próbnika. W wyniku anomalii utracono wszystkie dane z eksperymentu pomiarów dopplerowskich prędkości wiatru (DWE) oraz połowę z wykonanych zdjęć powierzchni Tytana. Dane z pozostałych eksperymentów były przesyłane niezależnie przez obydwa kanały łączności i zostały odebrane w całości przez odbiornik kanału B. Rezultaty eksperymentu DWE zostały w dużej mierze odzyskane dzięki analizie sygnału nośnego kanału A odbieranego przez sieć radioteleskopów na powierzchni Ziemi. Dodatkowo sygnały te posłużyły do przeprowadzenia eksperymentu interferometrii wielkobazowej (VLBI) w celu rekonstrukcji trajektorii przelotu próbnika przez atmosferę.
Inną anomalią podczas misji było niespodziewane zachowanie wirowania próbnika wokół swej osi. Początkowy kierunek wirowania przeciwny do ruchu wskazówek zegara zmniejszył się bardziej gwałtownie niż przewidziano po rozwinięciu spadochronu głównego i po około 10 minutach zmienił kierunek na przeciwny. Późniejsze dochodzenie wykazało, że przyczyną tego zachowania były anteny systemu oddzielania i wysokościomierza radarowego, które wprowadziły nieoczekiwany moment obrotowy, oddziałujący z 36 ukośnymi łopatkami umieszczonymi na powierzchni próbnika.
Poniższa tabela przedstawia sekwencję przebiegu misji próbnika.
| Zdarzenie                                                                                | Czas (h:min:s UTC, SCET) | Czas misji t – t0 (h:min:s) |
| ---------------------------------------------------------------------------------------- | ------------------------ | --------------------------- |
| Aktywacja zasilania próbnika.                                                            | 04:41:18                 | – 4:29:03                   |
| Aktywacja zasilania awioniki pomocniczej próbnika na pokładzie orbitera.                 | 06:50:45                 | – 2:19:56                   |
| Osiągnięcie wysokości 1270 km nad powierzchnią Tytana – początek wejścia w atmosferę.    | 09:05:53                 | – 0:04:28                   |
| Początek sekwencji opadania (t0) – otwarcie spadochronu pilotującego.                    | 09:10:21                 | 0:00:00                     |
| Otwarcie spadochronu głównego.                                                           | 09:10:23                 | 0:00:02                     |
| Oddzielenie przedniej osłony termicznej.                                                 | 09:10:53                 | 0:00:32                     |
| Początek transmisji z nadajnika.                                                         | 09:11:06                 | 0:00:45                     |
| Odrzucenie osłony wlotowej instrumentu GCMS.                                             | 09:11:11                 | 0:00:50                     |
| Odrzucenie osłony wylotowej instrumentu GCMS.                                            | 09:11:19                 | 0:00:58                     |
| Rozłożenie wysięgników instrumentu HASI.                                                 | 09:11:23                 | 0:01:02                     |
| Odrzucenie osłony instrumentu DISR.                                                      | 09:11:27                 | 0:01:06                     |
| Odrzucenie osłony wlotowej instrumentu ACP.                                              | 09:12:51                 | 0:01:30                     |
| Otwarcie spadochronu stabilizującego.                                                    | 09:25:21                 | 0:15:00                     |
| Aktywacja zasilania wysokościomierzy radarowych.                                         | 09:42:17                 | 0:31:56                     |
| Włączenie lampy instrumentu DISR oświetlającej powierzchnię.                             | 11:36:06                 | 2:25:45                     |
| Upadek na powierzchnię.                                                                  | 11:38:11                 | 2:27:50                     |
| Koniec łączności próbnika z sondą Cassini.                                               | 12:50:24                 | 3:40:03                     |
| Wyłączenie zasilania awioniki pomocniczej próbnika na pokładzie orbitera.                | 13:37:32                 | 4:27:11                     |
| Odebranie ostatniego sygnału nośnego kanału A przez radioteleskopy na powierzchni Ziemi. | ∼ 14:53 (16:00 ERT)      | 5:42:39                     |

### Misja orbitalna

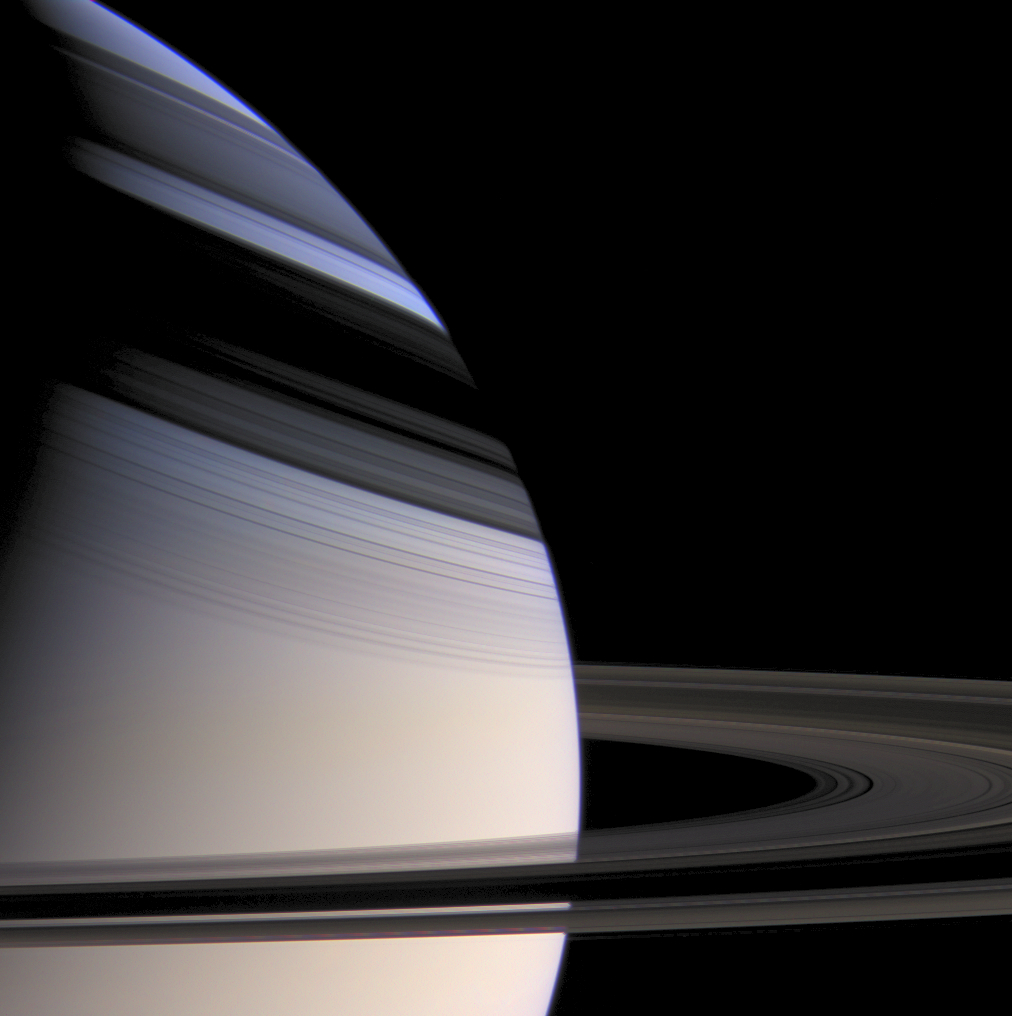
Saturn obserwowany z orbity przez sondę Cassini

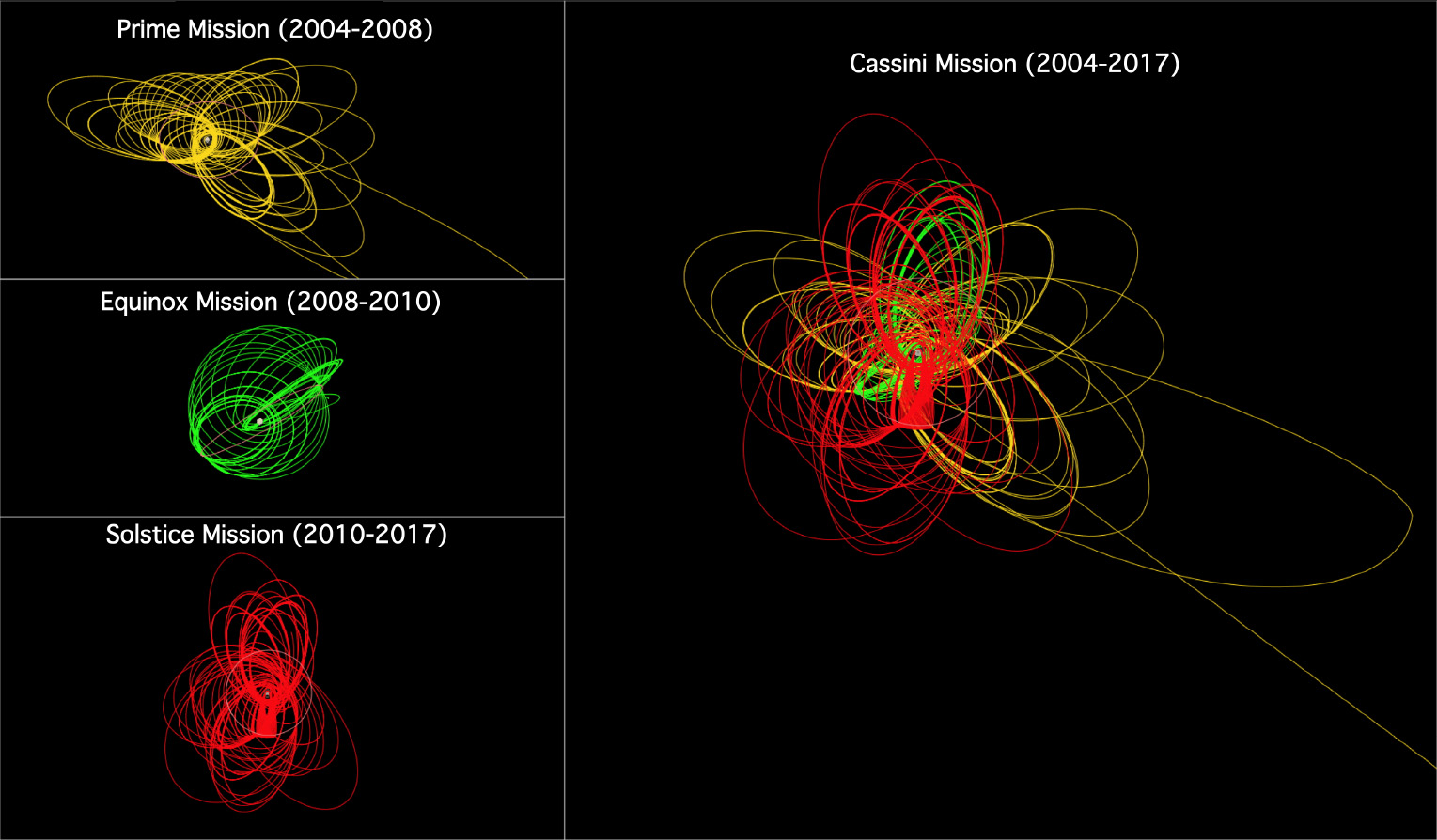
Schemat przebiegu orbit sondy Cassini wokół Saturna podczas poszczególnych etapów misji

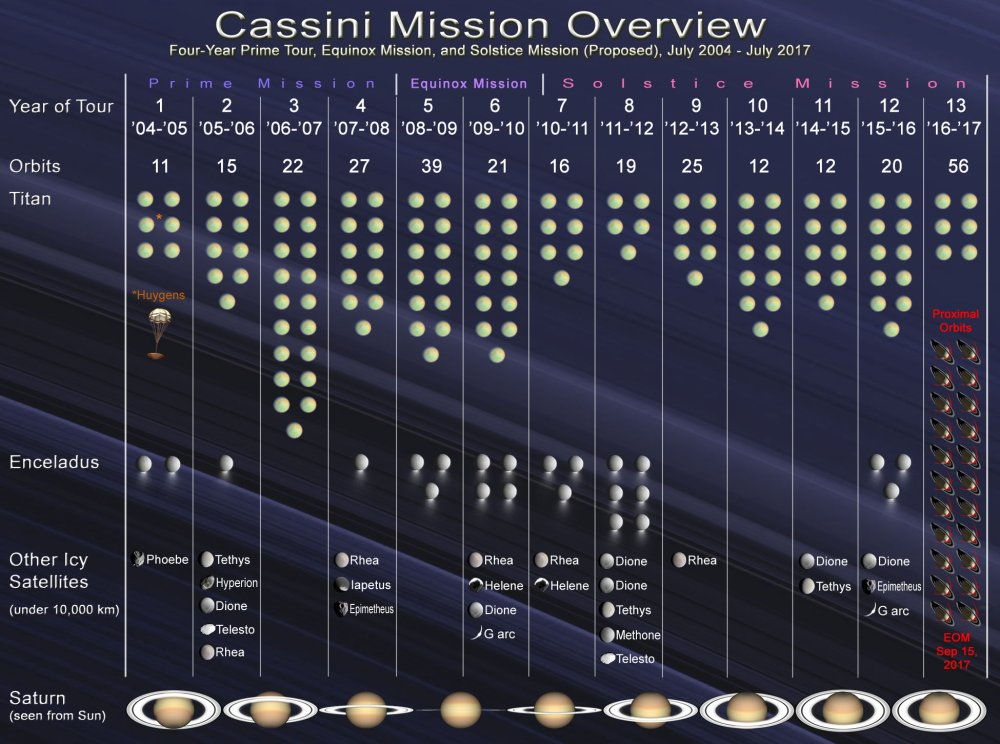
Podsumowanie bliskich zbliżeń do księżyców Saturna w poszczególnych latach misji

Po wykonaniu manewru wejścia na orbitę wokół Saturna, sonda Cassini rozpoczęła realizację zaplanowanej na cztery lata głównej misji badawczej. Ze względu na doskonały stan orbitera, po jej zakończeniu, misja sondy została przedłużona pod nazwą Misja Równonocy. W październiku 2010 roku rozpoczęła się druga z kolei misja przedłużona – Misja Przesilenia. Zakończyła się ona 15 września 2017 roku, zniszczeniem sondy w atmosferze Saturna. Łącznie, w trakcie całej misji, Cassini wykonał 294 orbity w układzie Saturna.
Do zmieniania parametrów orbity sondy wykorzystywano asysty grawitacyjne ze strony Tytana. Podczas typowego przelotu na wysokości 950 km nad powierzchnią tego księżyca, uzyskiwana dzięki asyście Δv wynosiła około 800 m s−1. Manewry z użyciem silników sondy służyły do przeprowadzania niewielkich korekt trajektorii oraz do dokonania jej zmiany w sytuacjach, gdy manewr asysty grawitacyjnej nie był wystarczający.

#### Misja główna
Podczas trwającej cztery lata, do 1 lipca 2008 roku, głównej misji orbitalnej, Cassini wykonał 75 orbit wokół Saturna (oznaczonych kolejno literami A, B, C oraz liczbami 3–74). W tym czasie orbiter dokonał 45 bliskich przelotów obok Tytana oraz wykonał celowane przeloty obok sześciu innych księżyców: Enceladusa (4x), Febe, Hyperiona, Dione, Rei i Japeta. Zrealizowano też wiele odleglejszych przelotów obok innych księżyców. Zmieniający się kąt nachylenia orbity sondy pozwolił na przeprowadzenie obserwacji zarówno strefy równikowej, jak i rejonów biegunowych planety.
Misja główna została podzielona na sześć kolejnych faz:
- Wejście na orbitę i misja Huygensa (czerwiec 2004 – 15 lutego 2005); orbity A–3.

Przelot sondy obok Febe w drodze do Saturna. Manewr wejścia na orbitę. Pierwsze trzy bliskie przeloty obok Tytana. Lądowanie próbnika Huygens na powierzchni Tytana.
- Sekwencje okultacji pierścienia (15 lutego 2005 – 7 września 2005); orbity 3–14.

Orbity sondy początkowo leżały w płaszczyźnie równikowej, a następnie zostały do niej nachylone. Obserwacje pierścieni planety (fotografie o wysokiej rozdzielczości, filmy, okultacje radiowe i gwiazdowe) ukazały ich złożoną strukturę. 4 przeloty obok Tytana. 3 bliskie zbliżenia sondy do Enceladusa, które doprowadziły do odkrycia na jego powierzchni aktywnego kriowulkanizmu.
- Księżyce lodowe i ogon magnetosfery (7 września 2005 – 22 lipca 2006); orbity 14–26.

Orbity sondy pozostawały w płaszczyźnie pierścieni i księżyców, ale stopniowo ulegały rotacji, aż do sięgnięcia poza planetę, do ogona magnetosfery. Cassini miał najlepsze podczas misji głównej warunki do obserwacji wielu księżyców lodowych, w tym Kalipso, Tetydy, Telesto, Dione, Rei i Hyperiona oraz bardzo dobry wgląd w dynamikę atmosfery planety. 10 przelotów obok Tytana.
- Transfer o 180 stopni; pierścienie i MAPS[g] (22 lipca 2006 – 30 czerwca 2007); orbity 26–47.

Orbity sondy leżące poprzednio w płaszczyźnie pierścieni stawały się coraz mniejsze i bardziej nachylone, aż do momentu, gdy Cassini napotkał Tytana po przeciwnej stronie planety (tzw. transfer o 180 stopni), a orbita powróciła do płaszczyzny równikowej. Umożliwiło to wykonanie szczegółowych badań magnetosfery i atmosfery Saturna oraz, po raz pierwszy, obserwacje planety i jej pierścieni widzianych znad biegunów. 17 przelotów obok Tytana.
- Przelot obok Japeta i księżyce lodowe (30 czerwca 2007 – 14 września 2007); orbity 47–49.

Jedyny podczas całej misji bliski przelot obok Japeta (10 września 2007). 2 przeloty obok Tytana, przelot obok Rei i najlepsze podczas misji głównej obserwacje Heleny.
- Pierścienie i MAPS (14 września 2007 – 1 lipca 2008); orbity 49–74.

Nachylenie orbit sondy w tej fazie misji stawało się coraz większe, a ich okres coraz mniejszy. Umożliwiło to wykonanie szczegółowych obserwacji systemu pierścieni. 9 przelotów obok Tytana. Bliski przelot (w odległości 48 km od powierzchni) nad Enceladusem. Najlepsze podczas misji głównej obserwacje Epimeteusza.

#### Misja przedłużona (Misja Równonocy)

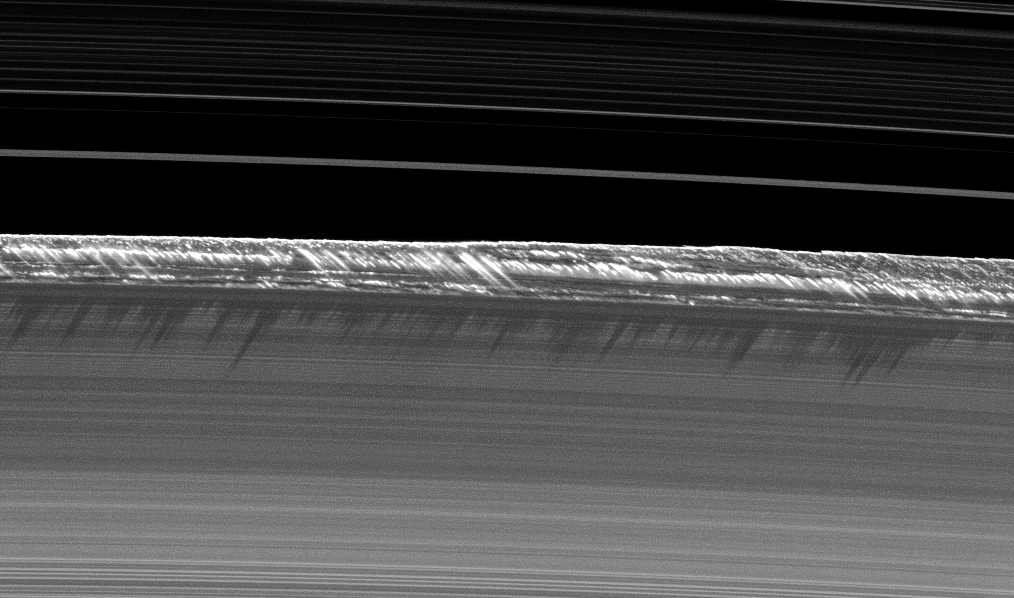
Pionowe struktury na brzegu pierścienia B uwidocznione dwa tygodnie przed równonocą

Misja przedłużona znana jest także pod nazwą Misja Równonocy (Cassini Equinox Mission), ponieważ w jej trakcie Saturn przeszedł 11 sierpnia 2009 roku w swoim ruchu orbitalnym przez moment równonocy. Plan rozpoczętej 1 lipca 2008 roku misji przewidywał początkowo dwuletni jej okres (do 1 lipca 2010), ale późniejsze dokumenty określały datę jej zakończenia jako 27 września albo 11 października 2010.
Do głównych celów naukowych misji przedłużonej należały:
- Przeprowadzenie bardziej szczegółowych obserwacji księżyców Saturna, w szczególności Tytana i Enceladusa.
- Monitorowanie zmian sezonowych na Tytanie i Saturnie.
- Zbadanie nowych regionów magnetosfery Saturna.
- Obserwacje unikalnej geometrii pierścieni Saturna podczas równonocy, kiedy światło słoneczne padało prosto przez płaszczyznę pierścieni.

Podczas Misji Równonocy odbyło się 27 bliskich przelotów obok Tytana i 7 zbliżeń do Enceladusa (w tym dwa na odległość jedynie 25 km od powierzchni). Cassini wykonał również stosunkowo bliskie przeloty obok Mimasa (6x), Tetydy (8x), Dione (3x, w tym jeden w odległości 500 km), Rei (5x, w tym jeden w odległości 100 km) oraz wiele zbliżeń do małych księżyców, w tym przelot w odległości 1800 km od Heleny. Głównym wydarzeniem misji był okres równonocy. Gdy Słońce przechodziło przez płaszczyznę pierścieni Saturna, księżyce rzucały cień na planetę i pierścienie. Także pionowe struktury wewnątrz pierścieni rzucały własne cienie, co uwidaczniało drobne szczegóły ich budowy. Przedłużona misja pozwoliła też na zwiększenie pokrycia obrazami radarowymi powierzchni Tytana z 22% (podczas misji głównej) do 30%.
Orbity sondy podczas misji przedłużonej charakteryzowało początkowo wysokie nachylenie, by w drugiej jej połowie wrócić do płaszczyzny równikowej. Cassini wykonał też ponowny transfer orbity o 180 stopni.

#### Misja przedłużona-przedłużona (Misja Przesilenia)

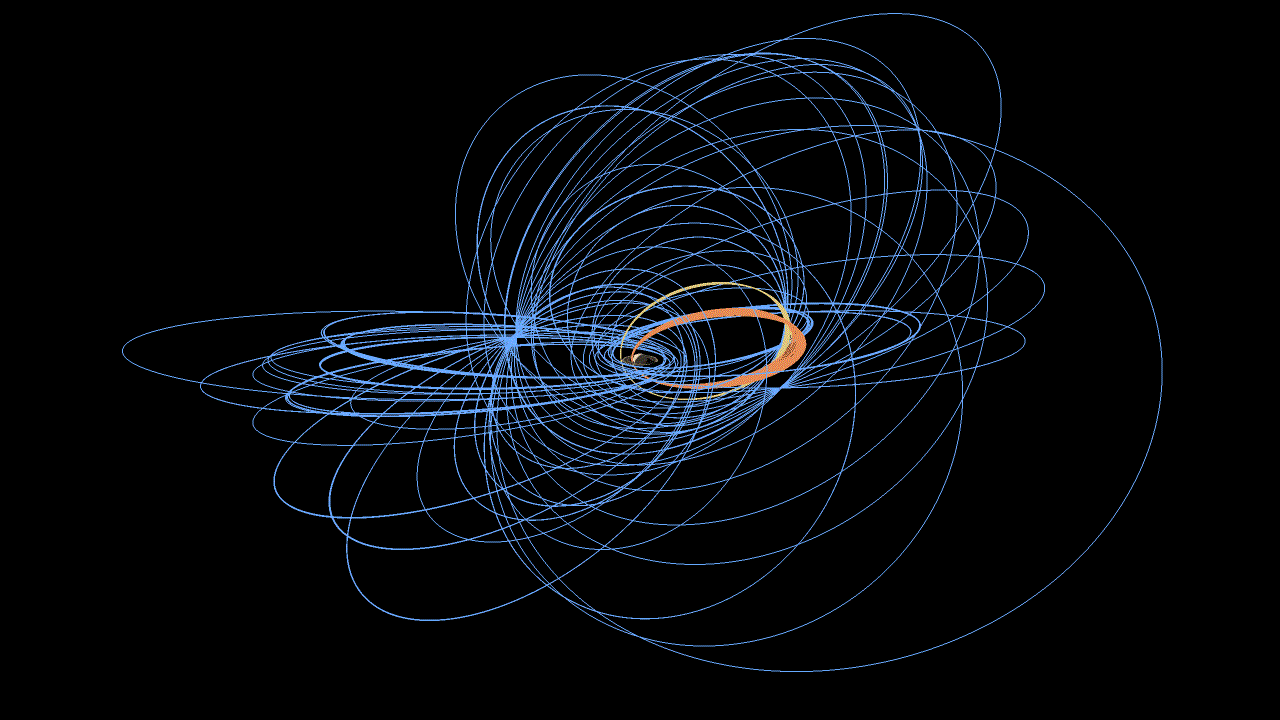
Schemat przebiegu orbit sondy Cassini podczas Misji Przesilenia

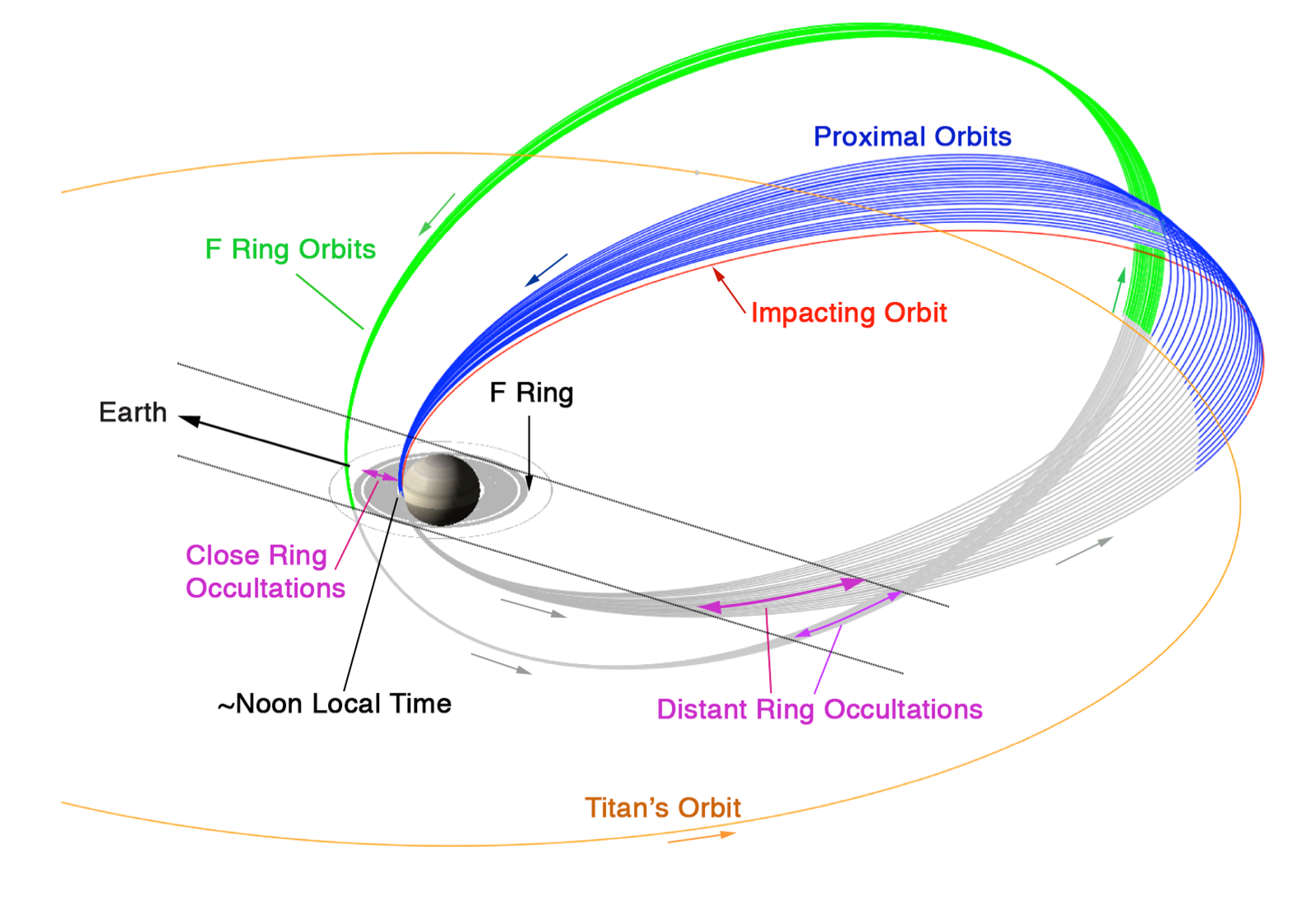
Orbity pierścienia F i orbity proksymalne

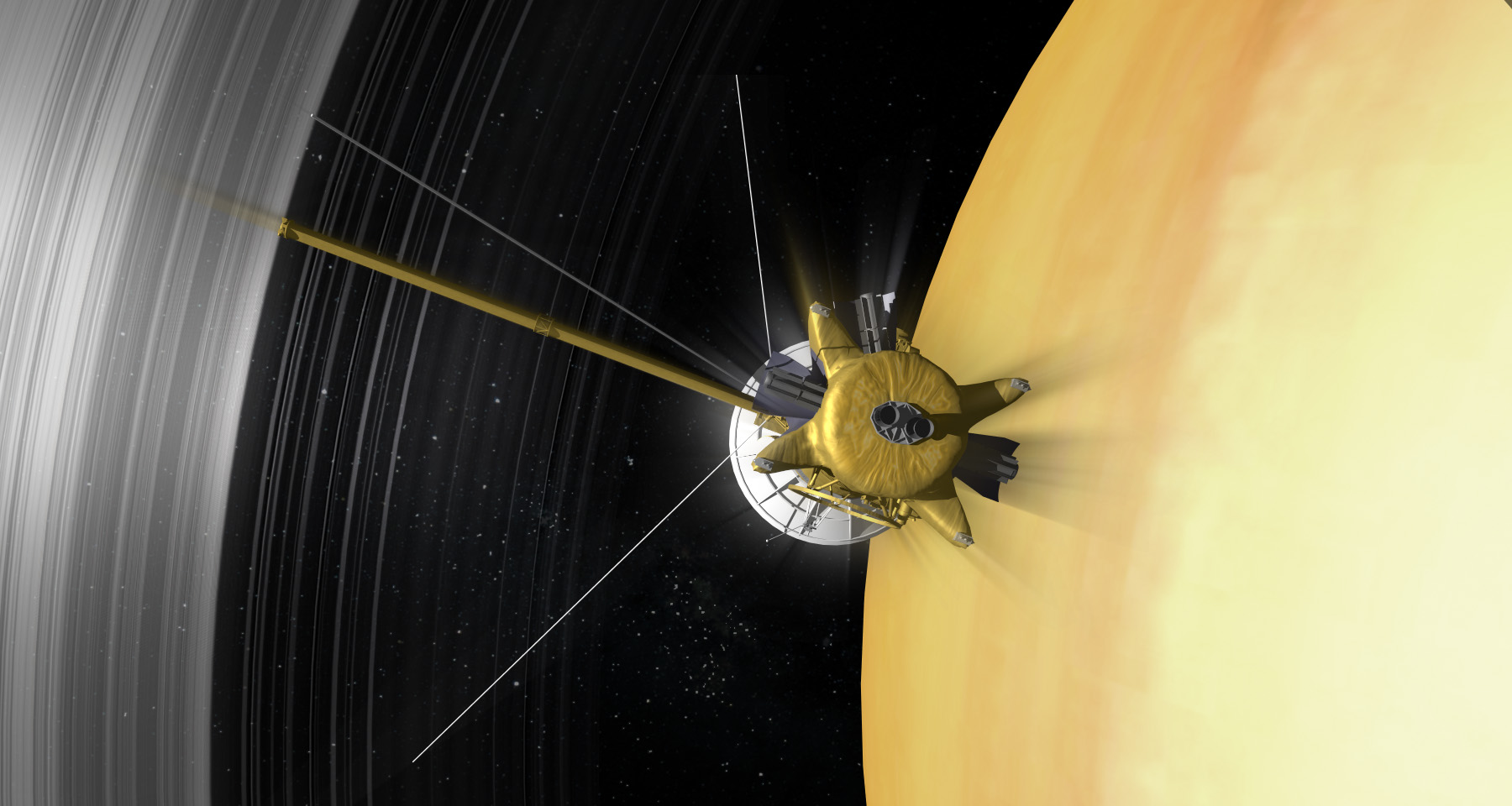
Artystyczna wizja przelotu sondy Cassini pomiędzy wewnętrznym brzegiem pierscienia D i szczytami chmur Saturna.

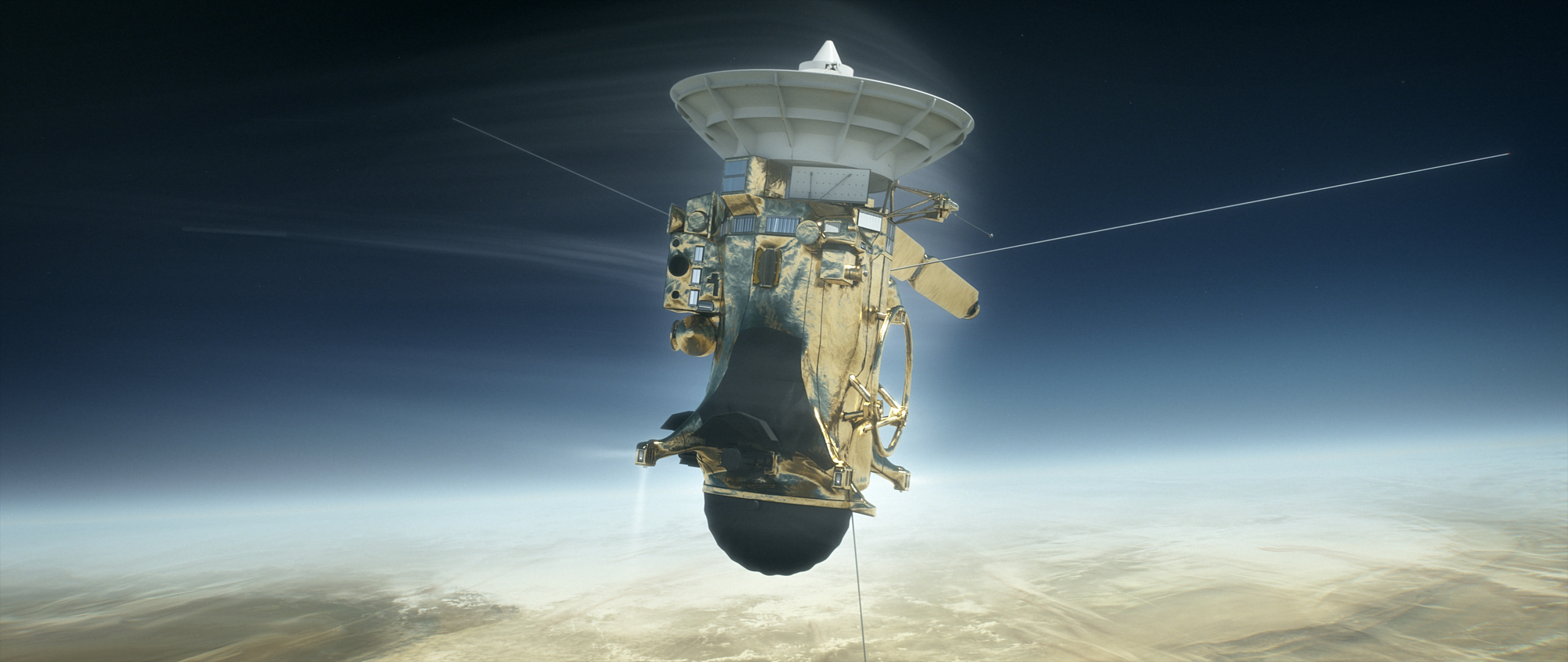
Moment wtargnięcia sondy w atmosferę Saturna (wizja artystyczna).

Kolejna misja przedłużona (Extended-extended Mission) znana jest pod nazwą Misja Przesilenia (Cassini Solstice Mission), ponieważ w jej trakcie, 24 maja 2017 roku, na Saturnie miało miejsce przesilenie letnie. Cassini przybył do Saturna krótko po momencie przesilenia zimowego, dlatego umożliwiło to przeprowadzenie obserwacji zmian sezonowych przez prawie połowę roku saturnowego.
Do najważniejszych celów naukowych drugiej misji przedłużonej należały:
- Tytan – Obserwacja zmian sezonowych i krótkoterminowych; szczególna uwaga na: jeziora węglowodorowe i inne materiały na powierzchni księżyca; budowa wewnętrzna; aerozole i cząsteczki o dużej masie; gęstość górnych warstw atmosfery; topografia powierzchni; temperatura na powierzchni i obłoki; wiatry.
- Księżyce lodowe – Obserwacje potencjalnej zmienności czasowej aktywności Enceladusa; szczególna uwaga na: podpowierzchniowy ocean i budowa wewnętrzna Enceladusa; poszukiwanie wewnętrznej aktywności na Dione, poszukiwanie hipotetycznego pierścienia wokół Rei; interakcje Tetydy z magnetosferą; wewnętrzne zróżnicowanie Rei.
- Pierścienie – Obserwacje zmiennego kąta otwarcia i zmienności czasowej; szczególna uwaga na: określenie wieku i masy pierścieni; mechanizm oczyszczania przerw w pierścieniach; zróżnicowanie składu; mikrostruktura; struktura „śmigieł” (propellers); badania in situ pierścienia D.
- Saturn – Obserwacja zmian sezonowych; szczególna uwaga na: określenie okresu rotacji; burze polarne; gazy śladowe; wyładowania atmosferyczne; jonosfera; struktura wewnętrzna.
- Magnetosfera – Obserwacja efektów sezonowych i związanych z cyklem aktywności słonecznej; szczególna uwaga na: dynamika ogona magnetycznego; wewnętrzne pasy radiacyjne; okresowości w magnetosferze; sprzężenie z jonosferą Saturna i pierścieniami.

Podczas Misji Przesilenia odbyło się 56 bliskich przelotów obok Tytana i 12 zbliżeń do Enceladusa. Dodatkowo Cassini wykonał 3 bardzo bliskie przeloty obok Dione, 2 obok Tetydy, oraz po jednym obok Methone, Telesto, Rei, Epimeteusza i Aegaeona. Orbity sondy naprzemiennie przebiegały w płaszczyźnie równikowej planety (październik 2010 – maj 2012 oraz marzec 2015 – styczeń 2016) bądź miały wysokie do niej nachylenie (maj 2012 – marzec 2015 oraz styczeń 2016 – listopad 2016).
- Orbity muskające pierścień (30 listopada 2016 – 22 kwietnia 2017); orbity 251–270

Przedostatni bliski przelot obok Tytana, w dniu 29 listopada 2016 roku, obniżył peryapsis orbity ze 158 000 km do 90 000 km nad powierzchnią chmur planety i jednocześnie zwiększył jej nachylenie do 63,8°. Sonda w peryapsis znalazła się w okolicy orbit Janusa i Epimeteusza, w odległości jedynie 10 000 km poza pierścieniem F. Cassini wykonał następnie kolejno 20 tzw. orbit muskających pierścień (Ring-Grazing Orbits), nazywanych także orbitami pierścienia F (F-ring Orbits). Umożliwiły one wykonanie obserwacji pierścieni F i A o wysokiej rozdzielczości, okultacje pierścieni i przecinanie przez sondę linii pola zorzowego. Cassini wykonał zdjęcia o najwyższej rozdzielczości podczas całej misji księżyców Epimeteusz, Pandora, Atlas, Pan i Daphnis.
- Film (03:40) przedstawiający misję Grand Finale Cassini i pogląd na osiągnięcia misji

Grand Finale (23 kwietnia 2017 – 15 września 2017); orbity 271–293
Ostatnia faza misji otrzymała oficjalną nazwę Grand Finale. Manewr asysty grawitacyjnej podczas ostatniego bliskiego przelotu obok Tytana, 22 kwietnia 2017 roku, spowodował przeskok orbity sondy przez główny układ pierścieni. Peryapsis znalazło się w wąskiej strefie pomiędzy wewnętrznym brzegiem pierścienia D i planetą. Cassini wykonał kolejno 22 tzw. orbit proksymalnych. W ich trakcie sonda oddalała się w apoapsis na odległość około 1 272 000 km od Saturna, a w peryapsis zbliżała na zaledwie 1700–2500 km ponad szczytami jej chmur. Okres obiegu wokół planety wynosił od 6,4 do 6,5 dnia a nachylenie orbity względem równika 62,4°–61,7°. Pierwszy w historii przelot między Saturnem a jego pierścieniami sonda wykonała 26 kwietnia.
Orbity proksymalne pod wieloma względami przypominały misję sondy Juno do Jowisza. W ich trakcie Cassini przeprowadził bardzo precyzyjne pomiary pola magnetycznego i grawitacyjnego Saturna, co pozwoliło lepiej określić strukturę wnętrza planety i być może umożliwi ustalenie okresu jego rotacji. Możliwe stanie się wyznaczenie masy pierścieni, co pomoże zrozumieć ich pochodzenie. Zrealizowane zostały badania in situ wewnętrznych pasów radiacyjnych, składu jonosfery planety oraz pierścienia D. Wykonane zostały obserwacje pierścieni głównych i atmosfery Saturna o najwyższej rozdzielczości.
Trajektoria poszczególnych przelotów przez płaszczyznę pierścieni podczas peryapsis różniła się od siebie, co umożliwiło wykonanie różnego typu badań. Podczas przelotów w dniach 28 maja, 4 czerwca, 29 czerwca i 6 lipca Cassini, chroniony przez swoją antenę główną, przelatywał przez wewnętrzne obszary pierścienia D, badając skład materii pierścienia. Podczas pięciu przelotów w dniach 14, 20 i 27 sierpnia oraz 2 i 9 września, sonda zanurzała się w zewnętrzne warstwy atmosfery Saturna, bezpośrednio pobierając jej próbki do analizy. Podczas ostatniego z tych przelotów, w dniu 9 września, Cassini zbliżył się do planety na odległość zaledwie 1680 km ponad szczytami chmur.
Ostatnie grawitacyjne pchnięcie wywołane odległym na 119 tysięcy km przelotem obok Tytana, w dniu 11 września 2017 roku, spowodowało dalsze obniżenie peryapsis, poniżej pokrywy chmur planety. W wyniku tego, 15 września 2017 roku o 10:32 UTC, sonda uległa zniszczeniu podczas wtargnięcia w atmosferę Saturna. Nastąpiło to na wysokości około 1500 km ponad szczytami chmur w okolicy równoleżnika 10°N. Aż do momentu utraty łączności, Cassini przekazywał w czasie rzeczywistym dane z instrumentów naukowych, w tym z magnetometru oraz spektrometru mas INMS, określającego skład atmosfery. Ostatni sygnał radiowy z sondy został odebrany na Ziemi o godzinie 11:55:46 UTC. Sygnał na Ziemię docierał z 86 minutowym opóźnieniem.
Decyzja o zakończeniu misji wynika z wyczerpywania się zapasów paliwa dla silników korekcyjnych, co doprowadziłoby do utraty kontroli nad sondą. Wprowadzenie w atmosferę planety zapobiegło przypadkowemu zderzeniu sondy w przyszłości z Tytanem lub Enceladusem, co mogłoby doprowadzić do skażenia środowisk potencjalnie sprzyjających istnieniu życia.

#### Lista przelotów obok księżyców Saturna
Przeloty sondy Cassini obok księżyców Saturna, w trakcie misji orbitalnej, dzielą się na dwa rodzaje. W przypadku przelotów celowanych sonda wykonuje manewr korekty orbity, w celu osiągnięcia planowanych parametrów przelotu. Przeloty niecelowane nie są poprzedzane manewrem korekty orbity.
W tabeli podano wszystkie przeloty celowane oraz przeloty niecelowane na odległość poniżej około 10 tysięcy km (data i nazwa księżyca przy przelocie niecelowanym pisane są kursywą). Dane do dnia 17 czerwca 2009 podają odtworzoną rzeczywistą trajektorię orbitalną sondy Cassini. Po tej dacie podana jest trajektoria planowana.
| Misja główna | Misja główna                        | Misja główna   | Misja główna                            | Misja główna                        |
| Numer orbity | Moment największego zbliżenia [UTC] | Nazwa księżyca | Minimalna odległość od powierzchni [km] | Prędkość względna przelotu [km s−1] |
| ------------ | ----------------------------------- | -------------- | --------------------------------------- | ----------------------------------- |
| –            | 11 czerwca 2004, 19:34              | Febe           | 2068,1                                  | 6,4                                 |
| A            | 26 października 2004, 15:30         | Tytan          | 1174,0                                  | 6,1                                 |
| B            | 13 grudnia 2004, 11:38              | Tytan          | 1192,3                                  | 6,1                                 |
| C            | 14 stycznia 2005, 11:12             | Tytan          | 60 003,3                                | 5,4                                 |
| 3            | 15 lutego 2005, 06:58               | Tytan          | 1579,0                                  | 6,0                                 |
| 3            | 17 lutego 2005, 03:30               | Enceladus      | 1260,7                                  | 6,7                                 |
| 3            | 17 lutego 2005, 08:48               | Polideukes     | 6446,7                                  | 8,6                                 |
| 4            | 9 marca 2005, 09:08                 | Enceladus      | 497,3                                   | 6,6                                 |
| 5            | 31 marca 2005, 20:05                | Tytan          | 2403,5                                  | 5,9                                 |
| 6            | 16 kwietnia 2005, 19:12             | Tytan          | 1027,4                                  | 6,1                                 |
| 11           | 14 lipca 2005, 19:55                | Enceladus      | 166,3                                   | 8,2                                 |
| 13           | 22 sierpnia 2005, 08:54             | Tytan          | 3660,2                                  | 5,9                                 |
| 14           | 5 września 2005, 10:48              | Aegaeon        | 8517,2                                  | 8,1                                 |
| 14           | 7 września 2005, 08:12              | Tytan          | 1074,8                                  | 6,1                                 |
| 15           | 24 września 2005, 02:42             | Tetyda         | 1495,2                                  | 9,0                                 |
| 15           | 26 września 2005, 02:25             | Hyperion       | 479,0                                   | 5,6                                 |
| 16           | 11 października 2005, 17:52         | Dione          | 498,5                                   | 9,1                                 |
| 16           | 11 października 2005, 20:26         | Telesto        | 9533,5                                  | 8,7                                 |
| 17           | 28 października 2005, 04:15         | Tytan          | 1353,0                                  | 5,9                                 |
| 18           | 26 listopada 2005, 22:38            | Rea            | 503,6                                   | 7,3                                 |
| 19           | 26 grudnia 2005, 18:59              | Tytan          | 10 410,9                                | 5,6                                 |
| 20           | 15 stycznia 2006, 11:41             | Tytan          | 2042,8                                  | 5,8                                 |
| 21           | 27 lutego 2006, 08:25               | Tytan          | 1812,0                                  | 5,9                                 |
| 22           | 19 marca 2006, 00:06                | Tytan          | 1949,4                                  | 5,8                                 |
| 23           | 30 kwietnia 2006, 20:58             | Tytan          | 1855,7                                  | 5,8                                 |
| 24           | 20 maja 2006, 12:18                 | Tytan          | 1879,3                                  | 5,8                                 |
| 25           | 2 lipca 2006, 09:21                 | Tytan          | 1905,9                                  | 5,8                                 |
| 26           | 22 lipca 2006, 00:25                | Tytan          | 949,9                                   | 6,0                                 |
| 28           | 7 września 2006, 20:17              | Tytan          | 999,5                                   | 6,0                                 |
| 29           | 23 września 2006, 18:59             | Tytan          | 959,8                                   | 6,0                                 |
| 30           | 9 października 2006, 17:30          | Tytan          | 979,7                                   | 6,0                                 |
| 31           | 25 października 2006, 15:58         | Tytan          | 1029,5                                  | 6,0                                 |
| 35           | 12 grudnia 2006, 11:42              | Tytan          | 1000,0                                  | 5,9                                 |
| 36           | 28 grudnia 2006, 10:05              | Tytan          | 1296,8                                  | 5,9                                 |
| 37           | 13 stycznia 2007, 08:39             | Tytan          | 1000,3                                  | 6,0                                 |
| 38           | 29 stycznia 2007, 07:16             | Tytan          | 2631,2                                  | 5,8                                 |
| 39           | 22 lutego 2007, 03:12               | Tytan          | 1000,4                                  | 6,2                                 |
| 40           | 10 marca 2007, 01:49                | Tytan          | 980,6                                   | 6,2                                 |
| 41           | 26 marca 2007, 00:23                | Tytan          | 1009,9                                  | 6,2                                 |
| 42           | 10 kwietnia 2007, 22:58             | Tytan          | 990,9                                   | 6,2                                 |
| 43           | 26 kwietnia 2007, 21:33             | Tytan          | 980,8                                   | 6,2                                 |
| 44           | 12 maja 2007, 20:10                 | Tytan          | 959,2                                   | 6,2                                 |
| 45           | 28 maja 2007, 18:52                 | Tytan          | 2298,6                                  | 6,1                                 |
| 46           | 13 czerwca 2007, 17:46              | Tytan          | 964,9                                   | 6,2                                 |
| 47           | 29 czerwca 2007, 17:00              | Tytan          | 1932,6                                  | 6,2                                 |
| 48           | 19 lipca 2007, 01:11                | Tytan          | 1331,8                                  | 6,2                                 |
| 49           | 30 sierpnia 2007, 01:19             | Rea            | 5727,2                                  | 6,7                                 |
| 49           | 31 sierpnia 2007, 06:33             | Tytan          | 3324,2                                  | 6,1                                 |
| 49           | 10 września 2007, 14:16             | Japet          | 1621,6                                  | 2,4                                 |
| 50           | 2 października 2007, 04:43          | Tytan          | 973,0                                   | 6,3                                 |
| 52           | 19 listopada 2007, 00:47            | Tytan          | 999,4                                   | 6,3                                 |
| 53           | 3 grudnia 2007, 06:52               | Epimeteusz     | 9176,0                                  | 7,6                                 |
| 53           | 5 grudnia 2007, 00:07               | Tytan          | 1298,3                                  | 6,3                                 |
| 54           | 20 grudnia 2007, 22:58              | Tytan          | 969,5                                   | 6,3                                 |
| 55           | 5 stycznia 2008, 21:30              | Tytan          | 1014,0                                  | 6,3                                 |
| 59           | 22 lutego 2008, 17:32               | Tytan          | 999,7                                   | 6,3                                 |
| 61           | 12 marca 2008, 19:06                | Enceladus      | 47,9                                    | 14,4                                |
| 62           | 25 marca 2008, 14:28                | Tytan          | 999,4                                   | 6,3                                 |
| 67           | 12 maja 2008, 10:02                 | Tytan          | 1001,4                                  | 6,3                                 |
| 69           | 28 maja 2008, 08:25                 | Tytan          | 1400,0                                  | 6,3                                 |

| Misja przedłużona | Misja przedłużona                   | Misja przedłużona | Misja przedłużona                       | Misja przedłużona                   |
| Numer orbity      | Moment największego zbliżenia [UTC] | Nazwa księżyca    | Minimalna odległość od powierzchni [km] | Prędkość względna przelotu [km s−1] |
| ----------------- | ----------------------------------- | ----------------- | --------------------------------------- | ----------------------------------- |
| 78                | 31 lipca 2008, 02:13                | Tytan             | 1613,8                                  | 6,2                                 |
| 80                | 11 sierpnia 2008, 21:06             | Enceladus         | 49,4                                    | 17,7                                |
| 88                | 9 października 2008, 19:07          | Enceladus         | 24,6                                    | 17,7                                |
| 91                | 31 października 2008, 17:15         | Enceladus         | 169,0                                   | 17,7                                |
| 91                | 3 listopada 2008, 17:35             | Tytan             | 1105,2                                  | 6,3                                 |
| 93                | 19 listopada 2008, 15:56            | Tytan             | 1023,4                                  | 6,3                                 |
| 95                | 5 grudnia 2008, 14:26               | Tytan             | 960,6                                   | 6,3                                 |
| 97                | 21 grudnia 2008, 13:00              | Tytan             | 970,6                                   | 6,3                                 |
| 102               | 7 lutego 2009, 08:51                | Tytan             | 966,8                                   | 6,3                                 |
| 106               | 27 marca 2009, 04:44                | Tytan             | 962,6                                   | 6,3                                 |
| 108               | 4 kwietnia 2009, 01:48              | Tytan             | 4146,6                                  | 5,8                                 |
| 109               | 20 kwietnia 2009, 00:21             | Tytan             | 3598,8                                  | 5,8                                 |
| 110               | 5 maja 2009, 22:54                  | Tytan             | 3242,4                                  | 5,8                                 |
| 111               | 21 maja 2009, 21:27                 | Tytan             | 965,7                                   | 6,0                                 |
| 112               | 6 czerwca 2009, 20:00               | Tytan             | 967,7                                   | 6,0                                 |
| 113               | 22 czerwca 2009, 18:33              | Tytan             | 955,1                                   | 6,0                                 |
| 114               | 8 lipca 2009, 17:04                 | Tytan             | 965,8                                   | 6,0                                 |
| 115               | 24 lipca 2009, 15:34                | Tytan             | 956,2                                   | 6,0                                 |
| 116               | 9 sierpnia 2009, 14:04              | Tytan             | 971,1                                   | 6,0                                 |
| 117               | 25 sierpnia 2009, 12:52             | Tytan             | 970,0                                   | 6,0                                 |
| 119               | 12 października 2009, 08:36         | Tytan             | 1300,0                                  | 6,0                                 |
| 120               | 2 listopada 2009, 07:42             | Enceladus         | 99,0                                    | 7,7                                 |
| 121               | 21 listopada 2009, 02:10            | Enceladus         | 1602,9                                  | 7,8                                 |
| 122               | 12 grudnia 2009, 01:03              | Tytan             | 4850,0                                  | 5,7                                 |
| 123               | 28 grudnia 2009, 00:17              | Tytan             | 955,0                                   | 5,9                                 |
| 124               | 12 stycznia 2010, 23:11             | Tytan             | 1072,8                                  | 5,9                                 |
| 125               | 28 stycznia 2010, 22:29             | Tytan             | 7490,4                                  | 5,7                                 |
| 126               | 13 lutego 2010, 17:22               | Mimas             | 9527,4                                  | 5,8                                 |
| 127               | 2 marca 2010, 17:41                 | Rea               | 100,9                                   | 8,6                                 |
| 127               | 3 marca 2010, 13:41                 | Helena            | 1820,1                                  | 9,1                                 |
| 129               | 5 kwietnia 2010, 15:51              | Tytan             | 7461,9                                  | 5,7                                 |
| 129               | 7 kwietnia 2010, 05:16              | Dione             | 503,0                                   | 8,4                                 |
| 130               | 28 kwietnia 2010, 00:10             | Enceladus         | 99,0                                    | 6,5                                 |
| 131               | 18 maja 2010, 06:05                 | Enceladus         | 434,6                                   | 6,5                                 |
| 131               | 20 maja 2010, 03:24                 | Tytan             | 1400,0                                  | 5,9                                 |
| 132               | 5 czerwca 2010, 02:26               | Tytan             | 2044,1                                  | 5,8                                 |
| 133               | 21 czerwca 2010, 01:28              | Tytan             | 880,0                                   | 5,9                                 |
| 134               | 7 lipca 2010, 00:23                 | Tytan             | 1005,0                                  | 5,9                                 |
| 136               | 13 sierpnia 2010, 22:31             | Enceladus         | 2550,4                                  | 6,8                                 |
| 138               | 24 września 2010, 18:39             | Tytan             | 8174,9                                  | 5,7                                 |

| Misja przedłużona-przedłużona | Misja przedłużona-przedłużona       | Misja przedłużona-przedłużona | Misja przedłużona-przedłużona           | Misja przedłużona-przedłużona       |
| Numer orbity                  | Moment największego zbliżenia [UTC] | Nazwa księżyca                | Minimalna odległość od powierzchni [km] | Prędkość względna przelotu [km s−1] |
| ----------------------------- | ----------------------------------- | ----------------------------- | --------------------------------------- | ----------------------------------- |
| 140                           | 11 listopada 2010, 13:37            | Tytan                         | 7920,7                                  | 5,6                                 |
| 141                           | 30 listopada 2010, 11:54            | Enceladus                     | 47,9                                    | 6,3                                 |
| 142                           | 21 grudnia 2010, 01:08              | Enceladus                     | 47,8                                    | 6,2                                 |
| 143                           | 11 stycznia 2011, 04:53             | Rea                           | 75,9                                    | 8,0                                 |
| 145                           | 18 lutego 2011, 16:04               | Tytan                         | 3650,7                                  | 5,8                                 |
| 146                           | 20 marca 2011, 12:14                | Telesto                       | 10 037,6                                | 4,3                                 |
| 147                           | 19 kwietnia 2011, 05:01             | Tytan                         | 10 052,8                                | 5,6                                 |
| 148                           | 8 maja 2011, 22:54                  | Tytan                         | 1873,2                                  | 5,9                                 |
| 149                           | 18 czerwca 2011, 19:32              | Helena                        | 6982,0                                  | 4,6                                 |
| 149                           | 20 czerwca 2011, 18:32              | Tytan                         | 1358,7                                  | 5,9                                 |
| 151                           | 1 sierpnia 2011, 21:02              | Rea                           | 5845,8                                  | 7,7                                 |
| 153                           | 12 września 2011, 02:50             | Tytan                         | 5821,4                                  | 5,8                                 |
| 154                           | 1 października 2011, 13:52          | Enceladus                     | 99,0                                    | 7,4                                 |
| 155                           | 19 października 2011, 09:22         | Enceladus                     | 1231,3                                  | 7,5                                 |
| 156                           | 6 listopada 2011, 04:59             | Enceladus                     | 495,9                                   | 7,4                                 |
| 158                           | 12 grudnia 2011, 09:39              | Dione                         | 98,8                                    | 8,7                                 |
| 158                           | 13 grudnia 2011, 20:11              | Tytan                         | 3585,8                                  | 5,8                                 |
| 159                           | 2 stycznia 2012, 15:14              | Tytan                         | 29 415,3                                | 5,5                                 |
| 160                           | 30 stycznia 2012, 13:40             | Tytan                         | 31 130,6                                | 5,4                                 |
| 161                           | 19 lutego 2012, 08:43               | Tytan                         | 3803,3                                  | 5,8                                 |
| 162                           | 9 marca 2012, 23:22                 | Enceladus                     | 9176,4                                  | 7,0                                 |
| 163                           | 27 marca 2012, 18:30                | Enceladus                     | 74,0                                    | 7,5                                 |
| 164                           | 14 kwietnia 2012, 14:02             | Enceladus                     | 74,0                                    | 7,5                                 |
| 164                           | 14 kwietnia 2012, 22:06             | Tetyda                        | 9053,2                                  | 8,7                                 |
| 165                           | 2 maja 2012, 09:31                  | Enceladus                     | 73,6                                    | 7,5                                 |
| 165                           | 2 maja 2012, 20:13                  | Dione                         | 8056,6                                  | 8,5                                 |
| 166                           | 20 maja 2012, 06:57                 | Methone                       | 1861,4                                  | 5,1                                 |
| 166                           | 20 maja 2012, 11:31                 | Telesto                       | 10 989,4                                | 8,9                                 |
| 166                           | 22 maja 2012, 01:10                 | Tytan                         | 955,0                                   | 5,9                                 |
| 167                           | 7 czerwca 2012, 00:07               | Tytan                         | 959,0                                   | 5,9                                 |
| 169                           | 24 lipca 2012, 20:03                | Tytan                         | 1012,0                                  | 5,9                                 |
| 172                           | 26 września 2012, 14:36             | Tytan                         | 956,0                                   | 5,9                                 |
| 174                           | 13 listopada 2012, 10:22            | Tytan                         | 973,0                                   | 5,9                                 |
| 175                           | 29 listopada 2012, 08:57            | Tytan                         | 1014,0                                  | 5,9                                 |
| 181                           | 17 lutego 2013, 01:57               | Tytan                         | 1978,2                                  | 5,8                                 |
| 183                           | 9 marca 2013, 18:17                 | Rea                           | 997,2                                   | 9,3                                 |
| 185                           | 5 kwietnia 2013, 21:44              | Tytan                         | 1400,0                                  | 5,8                                 |
| 190                           | 23 maja 2013, 17:33                 | Tytan                         | 969,8                                   | 5,9                                 |
| 194                           | 10 lipca 2013, 13:22                | Tytan                         | 964,0                                   | 5,9                                 |
| 195                           | 26 lipca 2013, 11:56                | Tytan                         | 1400,0                                  | 5,8                                 |
| 197                           | 12 września 2013, 07:44             | Tytan                         | 1400,0                                  | 5,8                                 |
| 198                           | 14 października 2013, 04:56         | Tytan                         | 961,0                                   | 5,9                                 |
| 199                           | 1 grudnia 2013, 00:41               | Tytan                         | 1400,0                                  | 5,8                                 |
| 200                           | 1 stycznia 2014, 22:00              | Tytan                         | 1400,0                                  | 5,8                                 |
| 201                           | 2 lutego 2014, 19:13                | Tytan                         | 1235,7                                  | 5,9                                 |
| 202                           | 6 marca 2014, 16:27                 | Tytan                         | 1500,0                                  | 5,8                                 |
| 203                           | 7 kwietnia 2014, 13:41              | Tytan                         | 963,0                                   | 5,9                                 |
| 204                           | 17 maja 2014, 16:12                 | Tytan                         | 2993,8                                  | 5,7                                 |
| 205                           | 18 czerwca 2014, 13:28              | Tytan                         | 3658,6                                  | 5,6                                 |
| 206                           | 20 lipca 2014, 10:41                | Tytan                         | 5103,2                                  | 5,6                                 |
| 207                           | 21 sierpnia 2014, 08:09             | Tytan                         | 964,0                                   | 5,8                                 |
| 208                           | 22 września 2014, 05:23             | Tytan                         | 1400,0                                  | 5,8                                 |
| 209                           | 24 października 2014, 02:41         | Tytan                         | 1013,0                                  | 5,8                                 |
| 210                           | 10 grudnia 2014, 22:27              | Tytan                         | 980,0                                   | 5,8                                 |
| 211                           | 11 stycznia 2015, 19:49             | Tytan                         | 970,0                                   | 5,8                                 |
| 212                           | 12 lutego 2015, 17:08               | Tytan                         | 1200,0                                  | 5,8                                 |
| 213                           | 16 marca 2015, 14:30                | Tytan                         | 2274,5                                  | 5,7                                 |
| 215                           | 7 maja 2015, 22:50                  | Tytan                         | 2721,5                                  | 5,7                                 |
| 217                           | 16 czerwca 2015, 20:12              | Dione                         | 515,9                                   | 7,3                                 |
| 218                           | 7 lipca 2015, 08:10                 | Tytan                         | 10 953,1                                | 5,6                                 |
| 220                           | 17 sierpnia 2015, 18:33             | Dione                         | 474,2                                   | 6,4                                 |
| 222                           | 28 września 2015, 21:37             | Tytan                         | 1035,6                                  | 5,8                                 |
| 223                           | 14 października 2015, 10:42         | Enceladus                     | 1838,6                                  | 8,5                                 |
| 224                           | 28 października 2015, 15:23         | Enceladus                     | 49,0                                    | 8,5                                 |
| 225                           | 11 listopada 2015, 14:42            | Tetyda                        | 8356,2                                  | 8,8                                 |
| 225                           | 13 listopada 2015, 05:47            | Tytan                         | 11 919,7                                | 5,5                                 |
| 227                           | 6 grudnia 2015, 20:38               | Epimeteusz                    | 2616,4                                  | 5,5                                 |
| 228                           | 19 grudnia 2015, 12:59              | Aegaeon                       | 2556,4                                  | 6,9                                 |
| 228                           | 19 grudnia 2015, 17:49              | Enceladus                     | 4999,0                                  | 9,5                                 |
| 230                           | 16 stycznia 2016, 02:21             | Tytan                         | 3817,4                                  | 5,7                                 |
| 231                           | 1 lutego 2016, 01:01                | Tytan                         | 1400,0                                  | 5,8                                 |
| 232                           | 16 lutego 2016, 23:52               | Tytan                         | 1018,0                                  | 5,9                                 |
| 234                           | 4 kwietnia 2016, 19:48              | Tytan                         | 990,0                                   | 5,9                                 |
| 235                           | 6 maja 2016, 17:01                  | Tytan                         | 971,0                                   | 5,9                                 |
| 236                           | 7 czerwca 2016, 14:13               | Tytan                         | 975,0                                   | 5,9                                 |
| 238                           | 25 lipca 2016, 10:05                | Tytan                         | 976,0                                   | 5,9                                 |
| 239                           | 10 sierpnia 2016, 08:37             | Tytan                         | 1599,4                                  | 5,8                                 |
| 243                           | 27 września 2016, 04:23             | Tytan                         | 1736,5                                  | 5,8                                 |
| 248                           | 14 listopada 2016, 00:02            | Tytan                         | 1581,6                                  | 5,8                                 |
| 250                           | 29 listopada 2016, 22:20            | Tytan                         | 3223,1                                  | 5,7                                 |
| 259                           | 30 stycznia 2017, 21:06             | Epimeteusz                    | 5876,8                                  | 20,1                                |
| 262                           | 21 lutego 2017, 10:04               | Epimeteusz                    | 10 517,5                                | 20,1                                |
| 269                           | 12 kwietnia 2017, 13:42             | Janus                         | 8932,5                                  | 20,2                                |
| 270                           | 22 kwietnia 2017, 06:20             | Tytan                         | 979,0                                   | 5,8                                 |

## Rezultaty naukowe misji

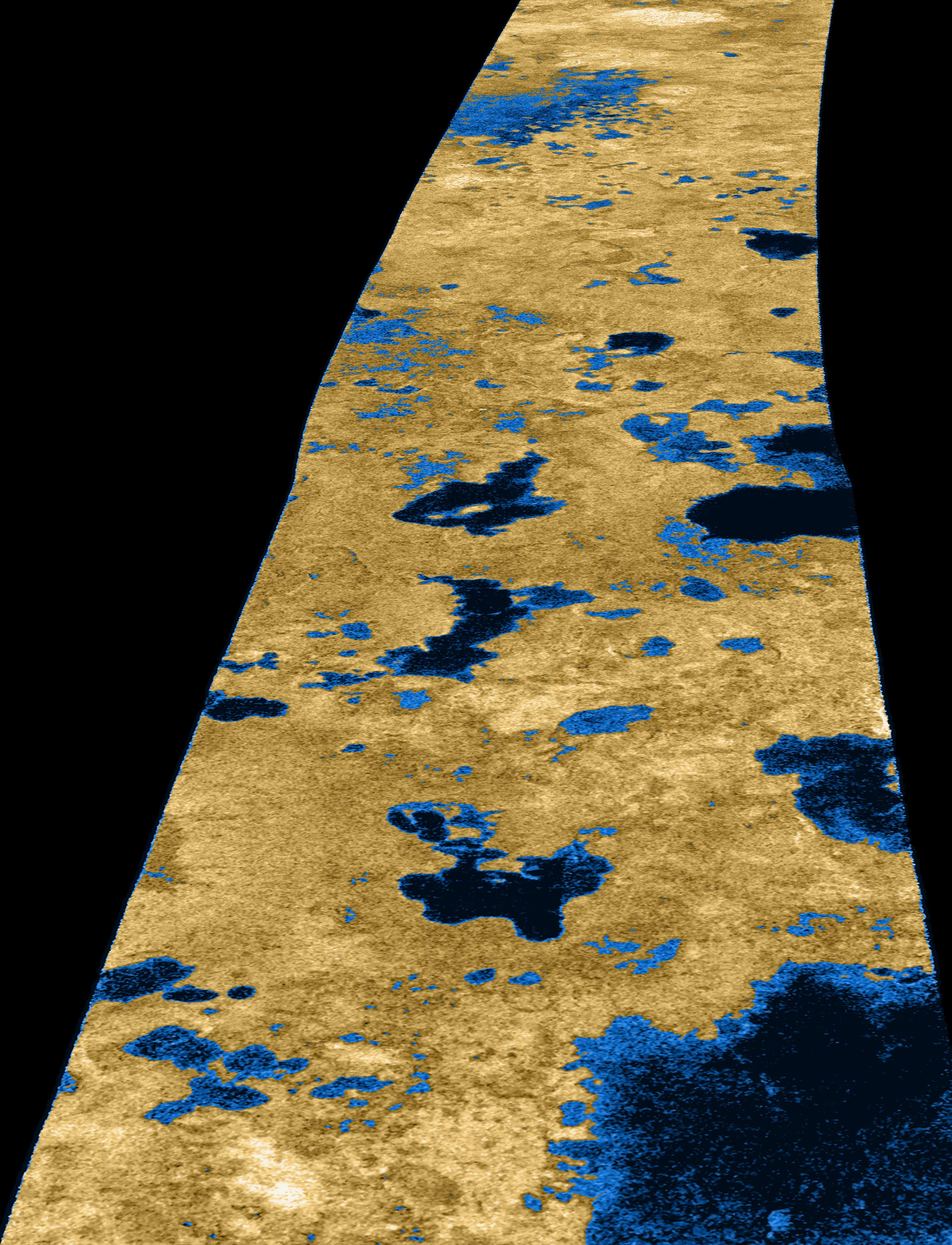
Obraz radarowy powierzchni Tytana z widocznymi zbiornikami ciekłych węglowodorów

Wybrane rezultaty naukowe misji Cassini-Huygens:
- Obecność zbiorników ciekłych węglowodorów na powierzchni Tytana[98].

- Ligeia Mare, drugie co do wielkości morze na Tytanie, ma głębokość około 170 m i składa się głównie z metanu[99].

- Pierwsze obserwacyjne dowody na opady deszczu metanowego na obszarach równikowych Tytana[100].

- Na obszarach równikowych Tytana rozpościerają się rozległe pasy piaszczystych wydm o długości dziesiątek i setek kilometrów[101].

- Temperatura i ciśnienie na powierzchni Tytana w miejscu lądowania próbnika Huygens wynosiły 93,65 ± 0,25 K i 1467 ± 1 hPa[102].

- Na Enceladusie, Tytanie i Dione mogą istnieć podpowierzchniowe oceany płynnej wody[103][104][105].

- Czynny kriowulkanizm na Enceladusie. W okolicach południowego bieguna księżyca istnieją anomalnie ciepłe rozpadliny (tzw. „tygrysie pasy”) i gejzery, z których biją strugi materii. Na Enceladusie prawdopodobnie obecne są podpowierzchniowe zbiorniki ciekłej wody[106].

- W rejonie południowego bieguna Enceladusa na głębokości od 30 do 40 km istnieje prawdopodobnie podpowierzchniowy ocean płynnej wody sięgający do rejonu równoleżnika 50°S[107].

- Obecność pochodzących z Enceladusa cząsteczek pyłu krzemionkowego wskazuje na czynną aktywność hydrotermalną we wnętrzu tego księżyca[108]. W strugach materii wyrzucanej z Enceladusa obecny jest wodór cząsteczkowy powstający prawdopodobnie w wyniku procesów hydrotermalnych. Ponieważ może on stanowić źródło energii chemicznej dla organizmów żywych, jego obecność świadczy, że w podpowierzchniowym oceanie księżyca mogą istnieć warunki sprzyjające dla obecności życia[109][110].

- Strugi materii wyrzucane przez gejzery na Enceladusie zasilają pierścień E Saturna[106].

- Pomiędzy Enceladusem i Saturnem istnieje sprzężenie elektrodynamiczne. Strumienie jonów i elektronów pochodzące z Enceladusa tworzą obserwowalną zorzę w atmosferze Saturna[111]

- Odkrycie księżyców: Methone, Pallene, Polideukes, Daphnis, Anthe i Aegaeon.

- Księżyc Aegaeon jest prawdopodobnie źródłem materii pierścienia G[112].

- Odkrycie pierścienia związanego z księżycami Janus i Epimeteusz, pierścienia księżyca Pallene oraz częściowych pierścieni (łuków) związanych z księżycami Methone i Anthe[113].

- Wewnątrz pierścienia A istnieje populacja obiektów o średnicy 40–500 m (moonlets), które wytwarzają w pierścieniu struktury o kształcie „śmigieł” (propellers)[114][115]. W zewnętrznej części pierścienia A, poza przerwą Enckego, istnieje osobna populacja większych obiektów o średnicy 1–2 km[116].

- Obecność obiektu S/2009 S 1 o średnicy ok. 400 m wewnątrz pierścienia B[117].

- Na równiku Japeta rozpościera się grzbiet górski o długości około 1300 km i wysokości szczytów do 20 km[118].

- Rea posiada śladową atmosferę złożoną z tlenu cząsteczkowego i dwutlenku węgla[119].

- Dione posiada egzosferę złożoną z tlenu cząsteczkowego[120].

- Okresy modulacji promieniowania kilometrowego Saturna (Saturn Kilometric Radiation) są odmienne dla północnej i południowej półkuli planety i zmienne w czasie. Okresy modulacji dla obydwu półkul odwróciły się w pobliżu momentu równonocy na planecie[121].

- Wewnętrzny pas radiacyjny rozpościera się pomiędzy szczytami atmosfery Saturna a brzegiem pierścienia D[122].

- Stacjonarne cyklony zajmują obszary obydwu biegunów Saturna[123][124].

- Ciemniejsze pasy w atmosferze Jowisza są obszarami w których zachodzą wznoszące ruchy konwekcyjne, natomiast w jaśniejszych strefach przeważają ruchy opadające. Jest to wynik odwrotny od powszechnie uznawanego przez kilkadziesiąt lat modelu[125].

- Obrazy uzyskane z pomiarów energetycznych atomów neutralnych przez instrument MIMI / INCA sugerują, że heliosfera ma kształt przypominający sferyczną bańkę, a nie, jak poprzednio uważano, kształt kometopodobny[126].

## Dodatkowe informacje
Na pokładzie sondy Cassini umieszczono dysk DVD zawierający zeskanowane ręczne podpisy 616 420 osób z 81 krajów. Wśród nich znajdują się także zeskanowane z historycznych listów podpisy Giovanniego Cassiniego i Christiaana Huygensa. Do górnej pokrywy kadłuba próbnika Huygens przymocowano CD-ROM, na którym umieszczono 100 tysięcy podpisów i wiadomości oddzielnie zebranych przez ESA.

### Kierownictwo i koszty misji
Misja Cassini jest prowadzona dla NASA przez Jet Propulsion Laboratory w Pasadenie. Kierownikiem programu jest Robert T. Mitchell. Głównym naukowcem projektu (Project Scientist) jest dr Linda J. Spilker, a jej zastępczynią (Deputy Project Scientist) dr Amanda R. Hendrix. W ESA kierownikiem misji i naukowcem projektu jest dr Nicolas Altobelli. Kierownikiem projektu w ASI jest dr Enrico Flamini. Kierownikiem misji i naukowcem projektu Huygens był dr Jean-Pierre Lebreton z ESA.
Całkowity koszt misji Cassini, od etapu planowania do zakończenia misji głównej 1 lipca 2008 roku, wyniósł (według danych z 2004) około 3,27 mld USD, z tego koszty amerykańskie wynosiły 2,6 mld USD (koszty przedstartowe 1,422 mld, koszty operacyjne misji 710 mln, śledzenie (tracking) 54 mln i rakieta nośna 422 mln) (razem ok. 80% kosztów), koszty ESA 500 mln USD (ok. 15%), a włoskiej agencji ASI 160 mln USD (ok. 5%).
Koszty misji przedłużonej (od 1 lipca 2008 do 30 września 2010 roku) wyniosły 180 mln USD.
Koszt misji przedłużonej-przedłużonej (od października 2010 do września 2017 roku) wynosi po około 60 mln USD rocznie.

### Galeria

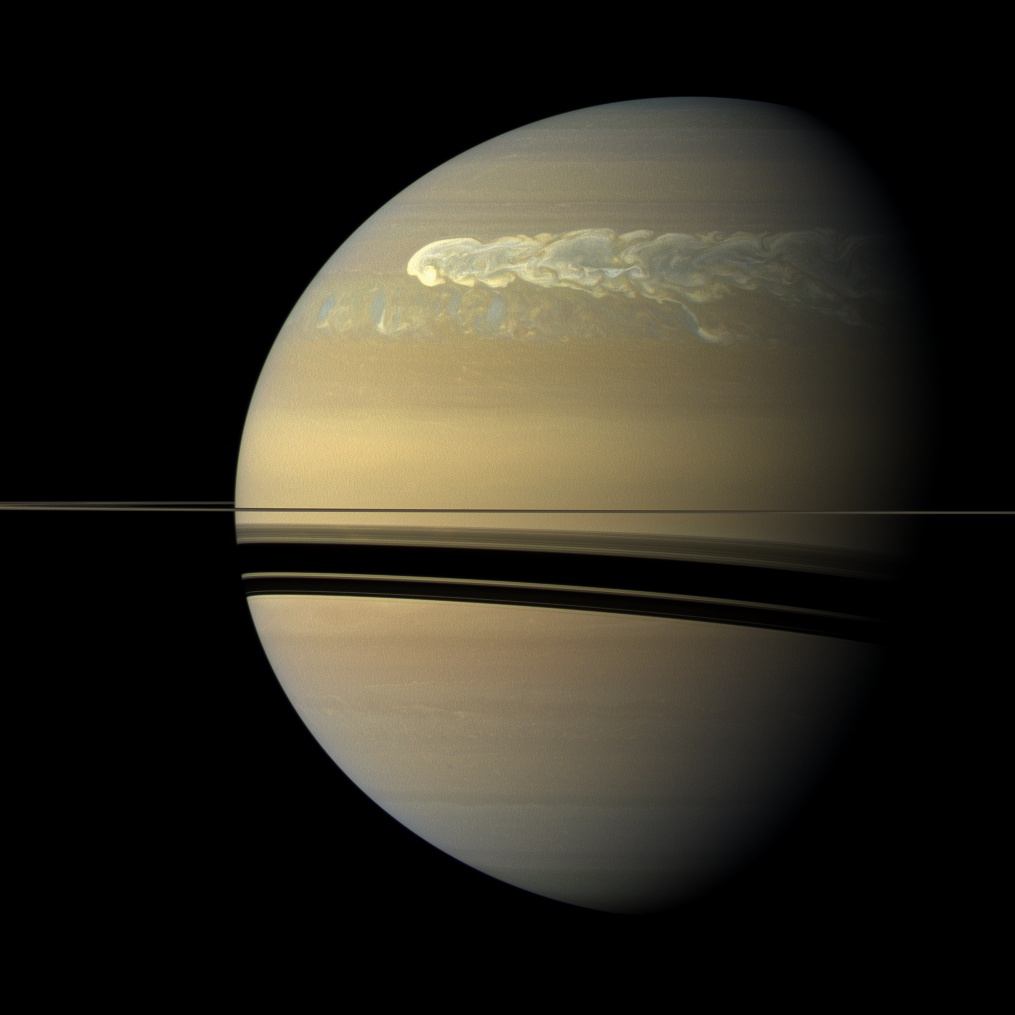
Burza na północnej półkuli Saturna w 2011 roku
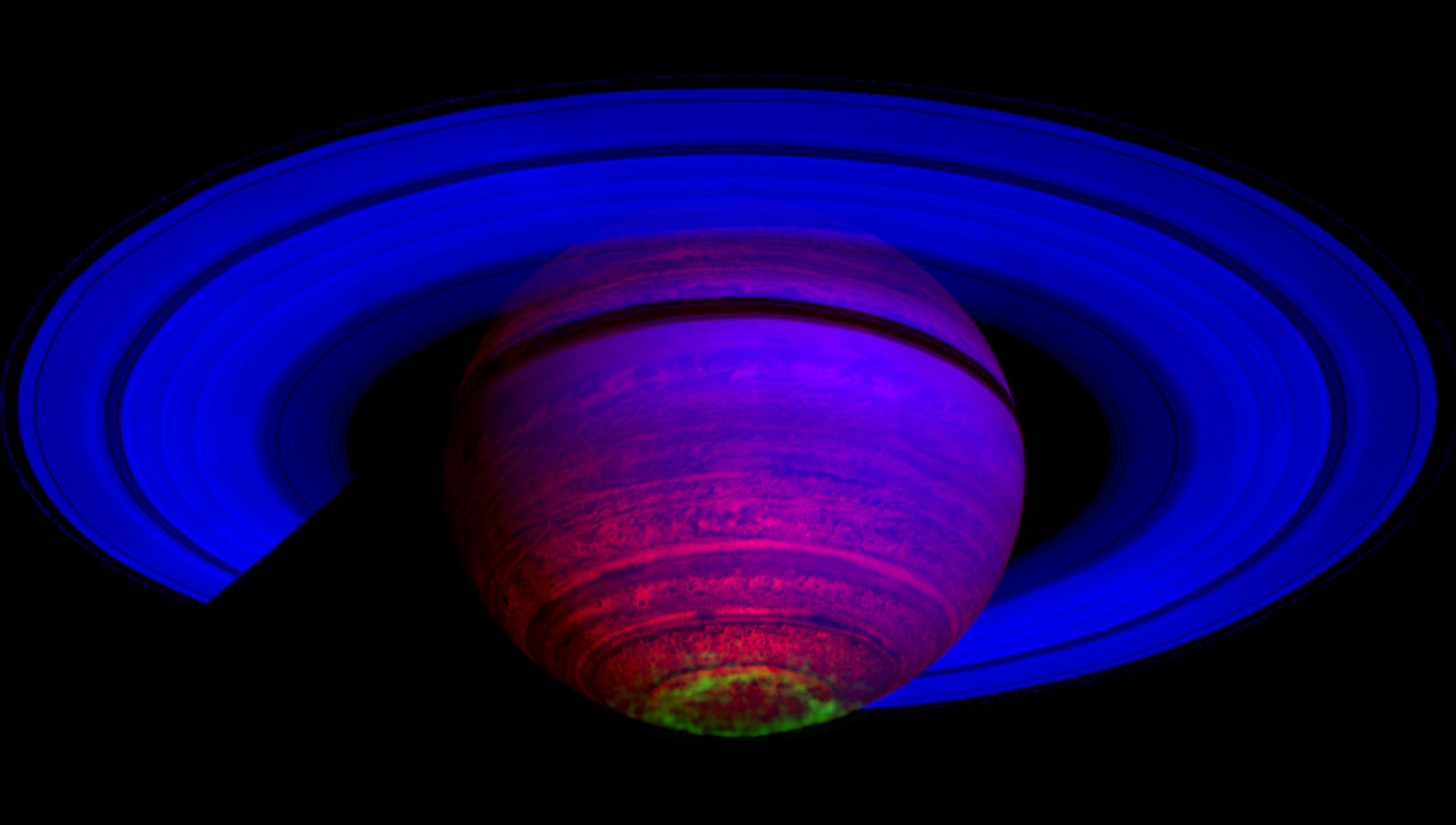
Obraz Saturna w bliskiej podczerwieni. Widoczna zorza polarna
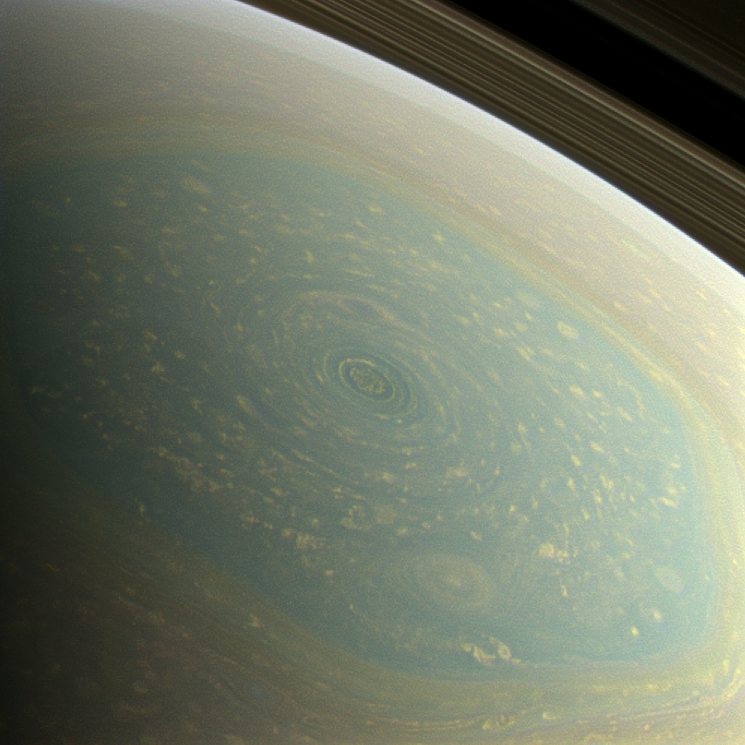
Obszar północnego bieguna Saturna
Pierścienie Saturna z widocznymi szprychami pierścienia B
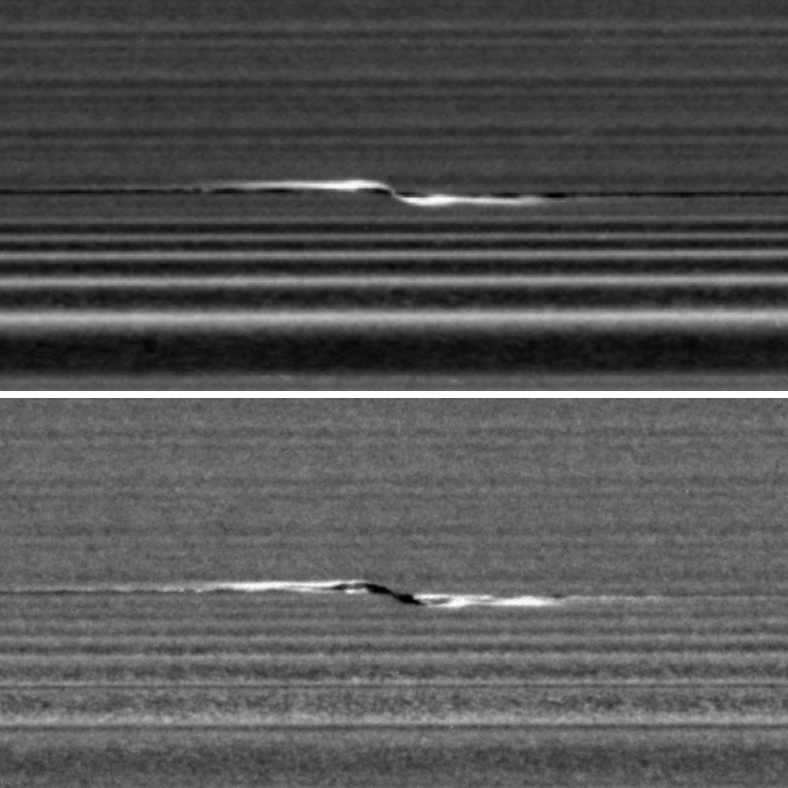
Śmigło Santos-Dumont wewnątrz pierścienia A (dwa ujęcia)
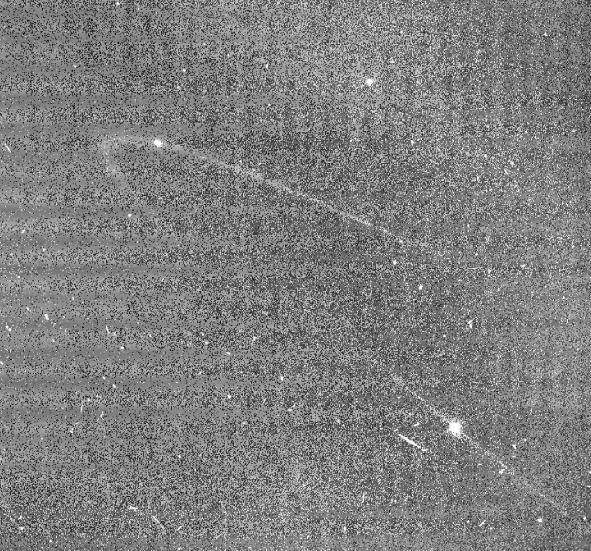
Łuki księżyców Anthe i Methone
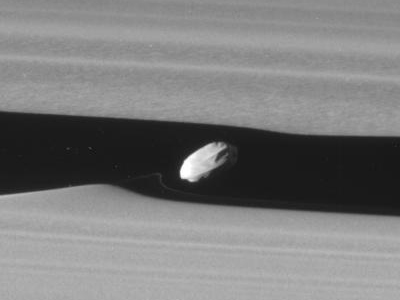
Księżyc Daphnis wewnątrz przerwy Keelera
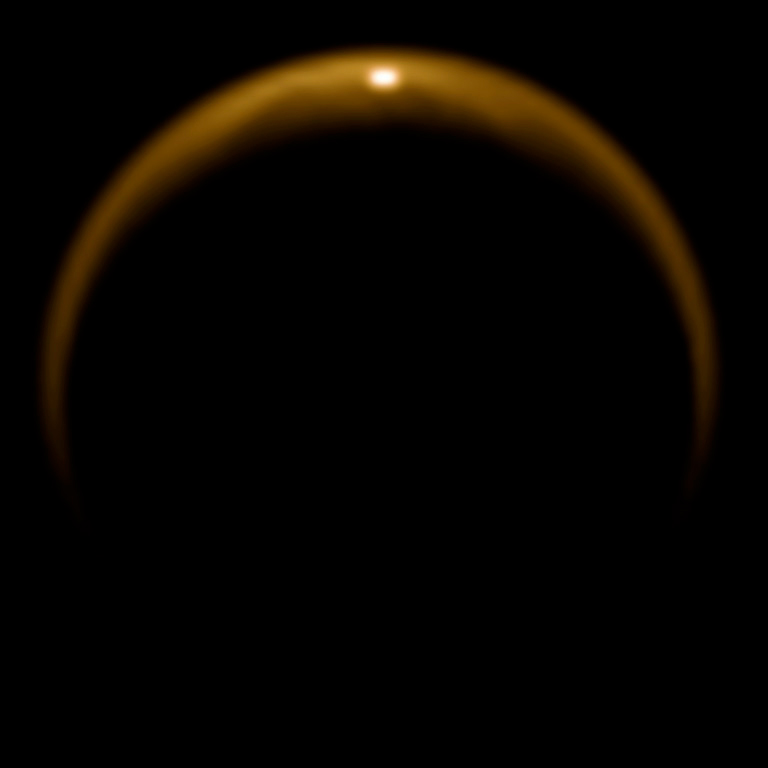
Odbicie światła słonecznego w zakresie podczerwieni od tafli jeziora Jingpo Lacus na Tytanie
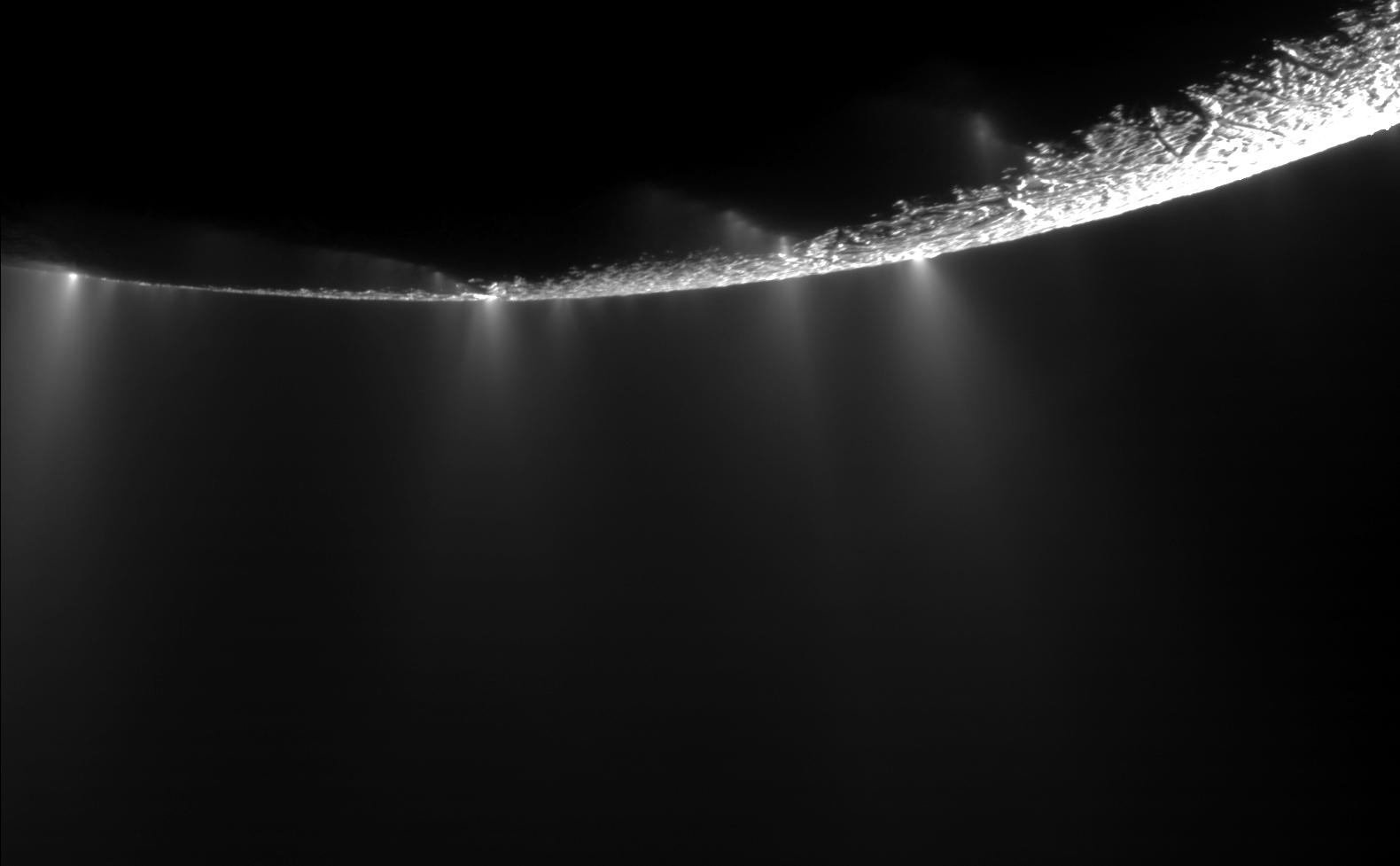
Strugi materii wyrzucane z powierzchni Enceladusa
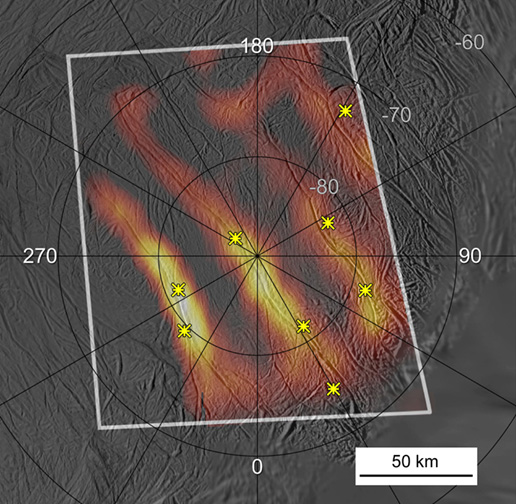
Mapa termiczna okolic południowego bieguna Enceladusa
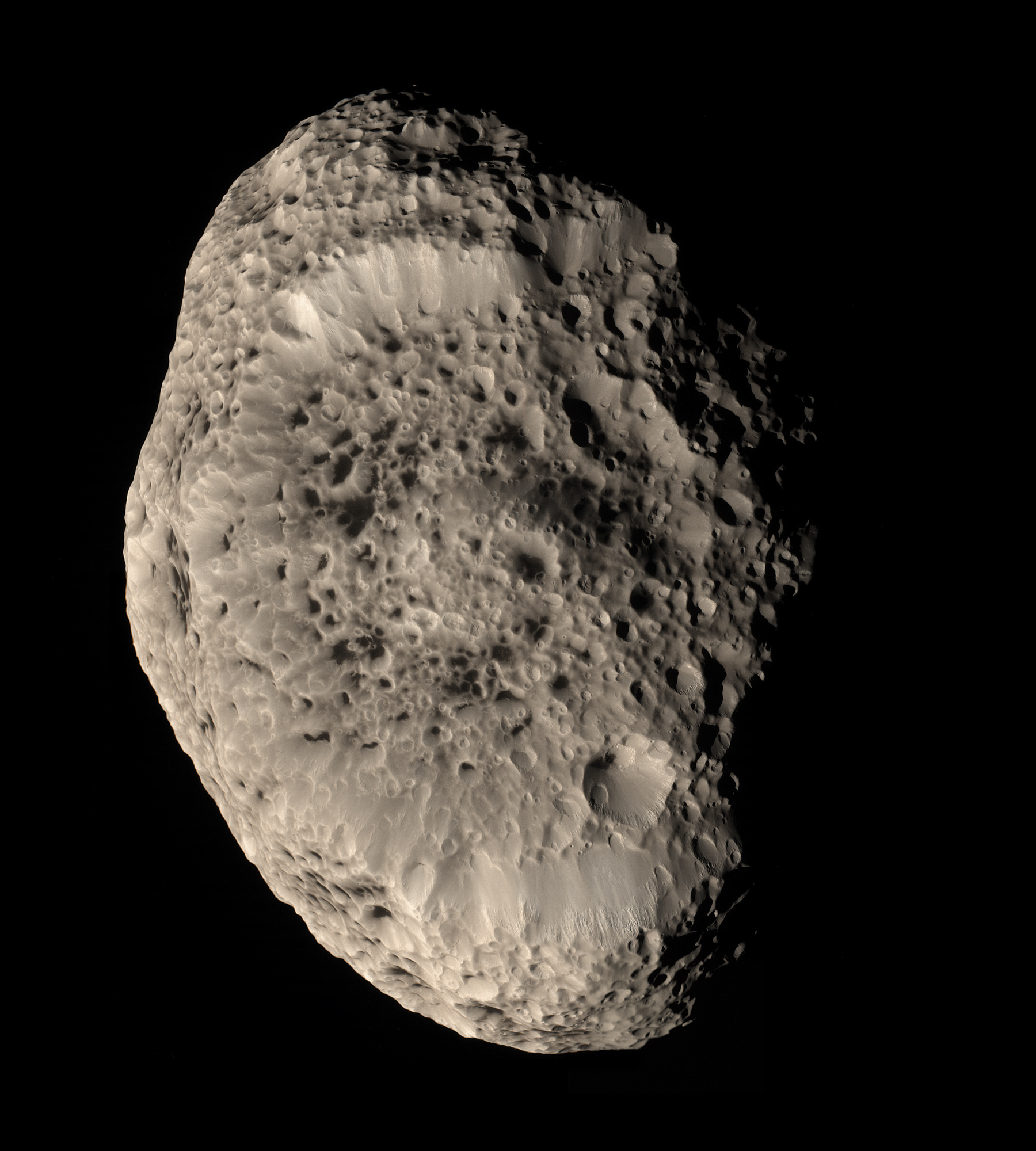
Hyperion
Przelot nad równikowym grzbietem górskim na Japecie